# Biserica reformată din Roteni

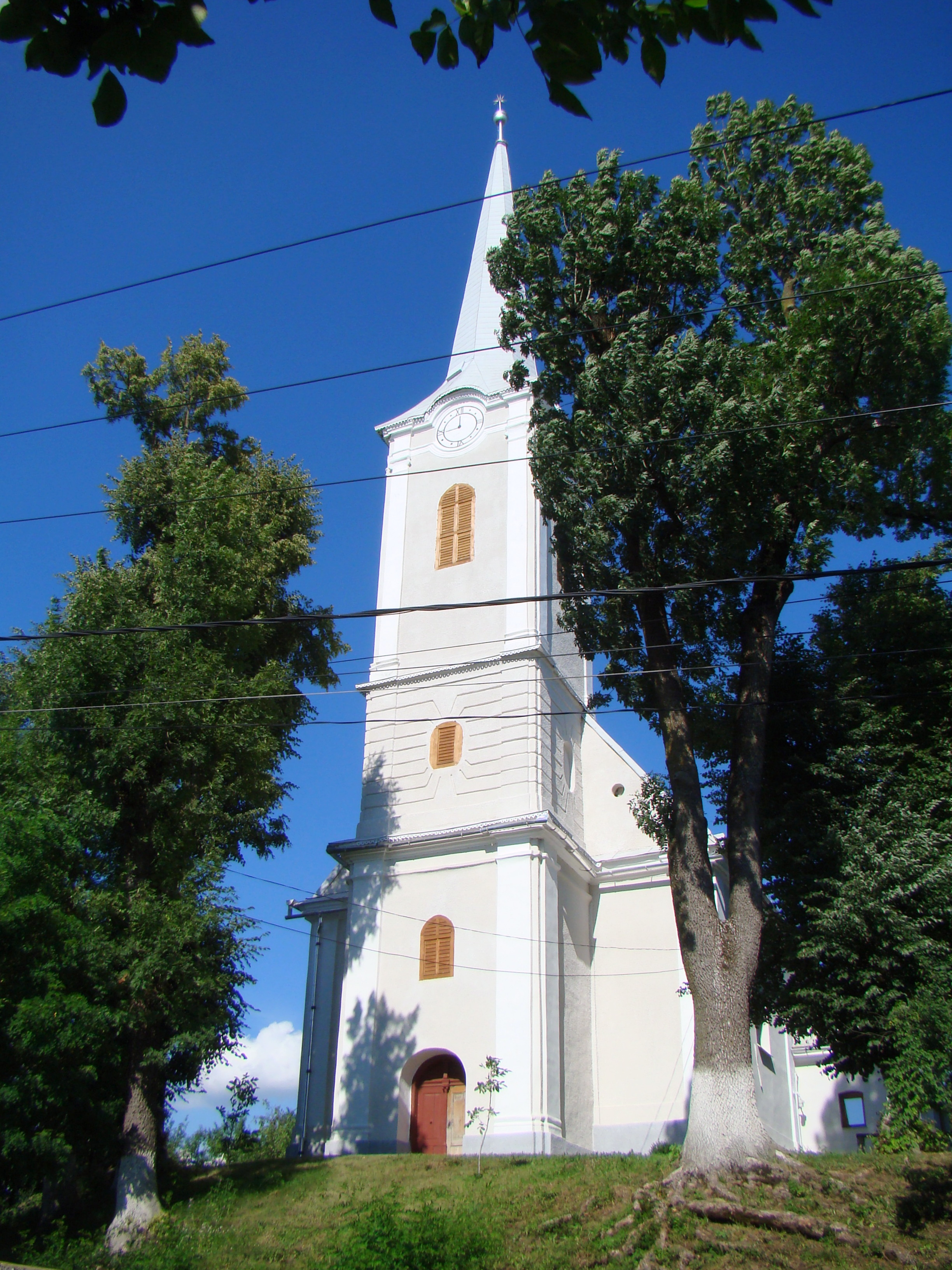
Biserica reformată din Roteni, comuna Acățari, județul Mureș, iulie 2020.

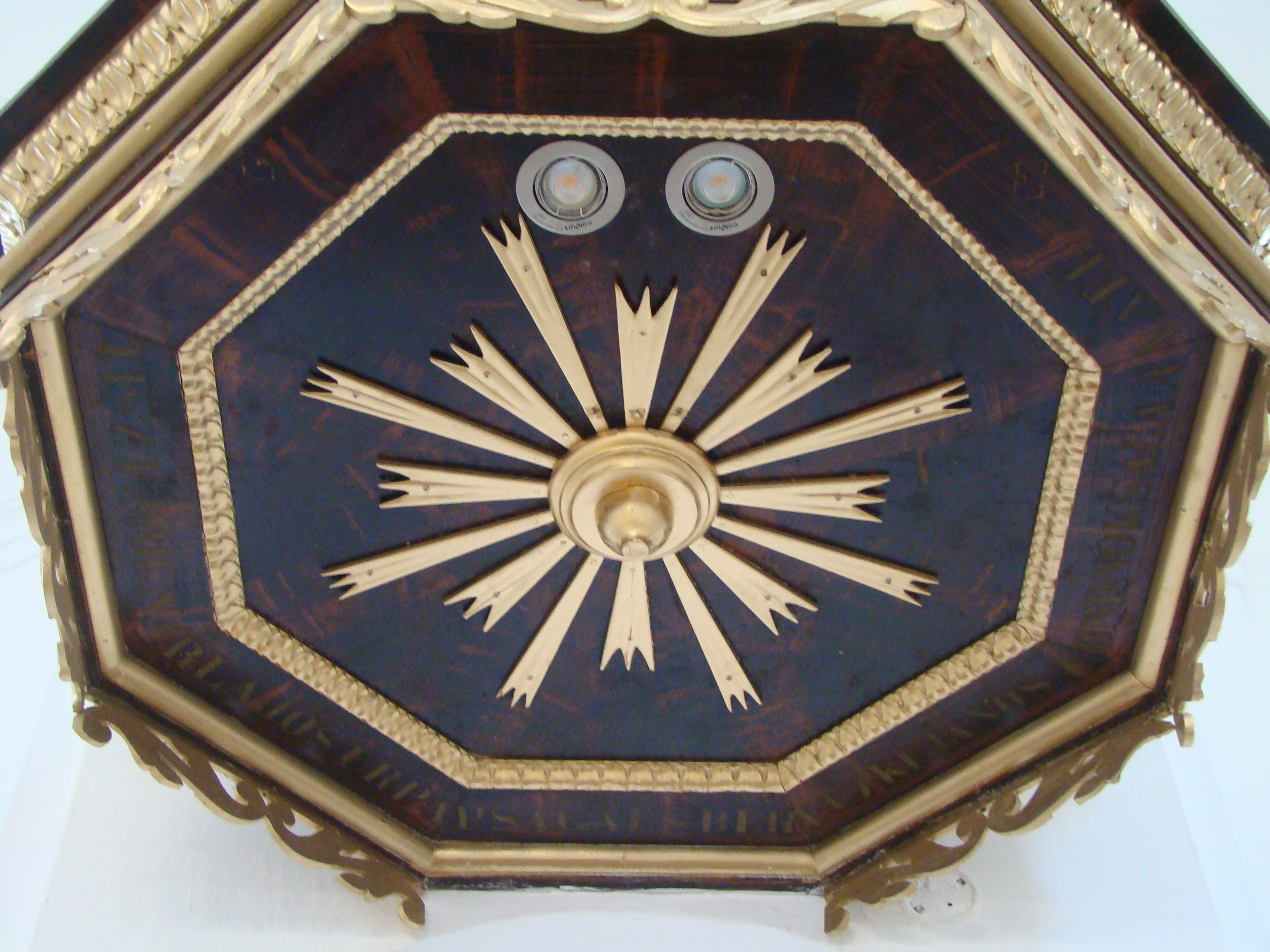
Coronamentul amvonului

Biserica reformată din Roteni, comuna Acățari, județul Mureș, datează din prima parte a secolului  al XIX-lea (1833). Este un monument reprezentativ pentru bisericile reformate de pe valea Nirajului. Se remarcă prin mărime și patrimoniul mobil valoros.

## Localitatea
Roteni (maghiară Harasztkerék) este un sat în comuna Acățari din județul Mureș, Transilvania, România. Menționat în 1332, cu denumirea Harazkerek.

## Biserica
În 1332 avea o biserică parohială, preotul său, János, fiind menționat în lista dijmelor papale. Biserica medievală a fost construită în stil gotic. Zidurile erau împodobite cu picturi murale și inscripții. Toate acestea au dispărut atunci când biserica, amenințată cu prăbușirea, a fost demolată în 1794, ulterior fiind construită una nouă între 1833-1839. Multe oseminte umane au fost găsite în timpul construcției, dovedind că cimitirele erau așezate inițial în jurul bisericilor
Până la Reformă, întreg satul a fost catolic. În timpul Reformei au experimentat schimbările din acea perioadă: luterani, reformați, apoi unitarieni, aceștia din urmă deținând și biserica. Pe vremea lui Gábor Bethlen, reformații au devenit din nou majoritari, intrând și în proprietatea bisericii.

### Exterior

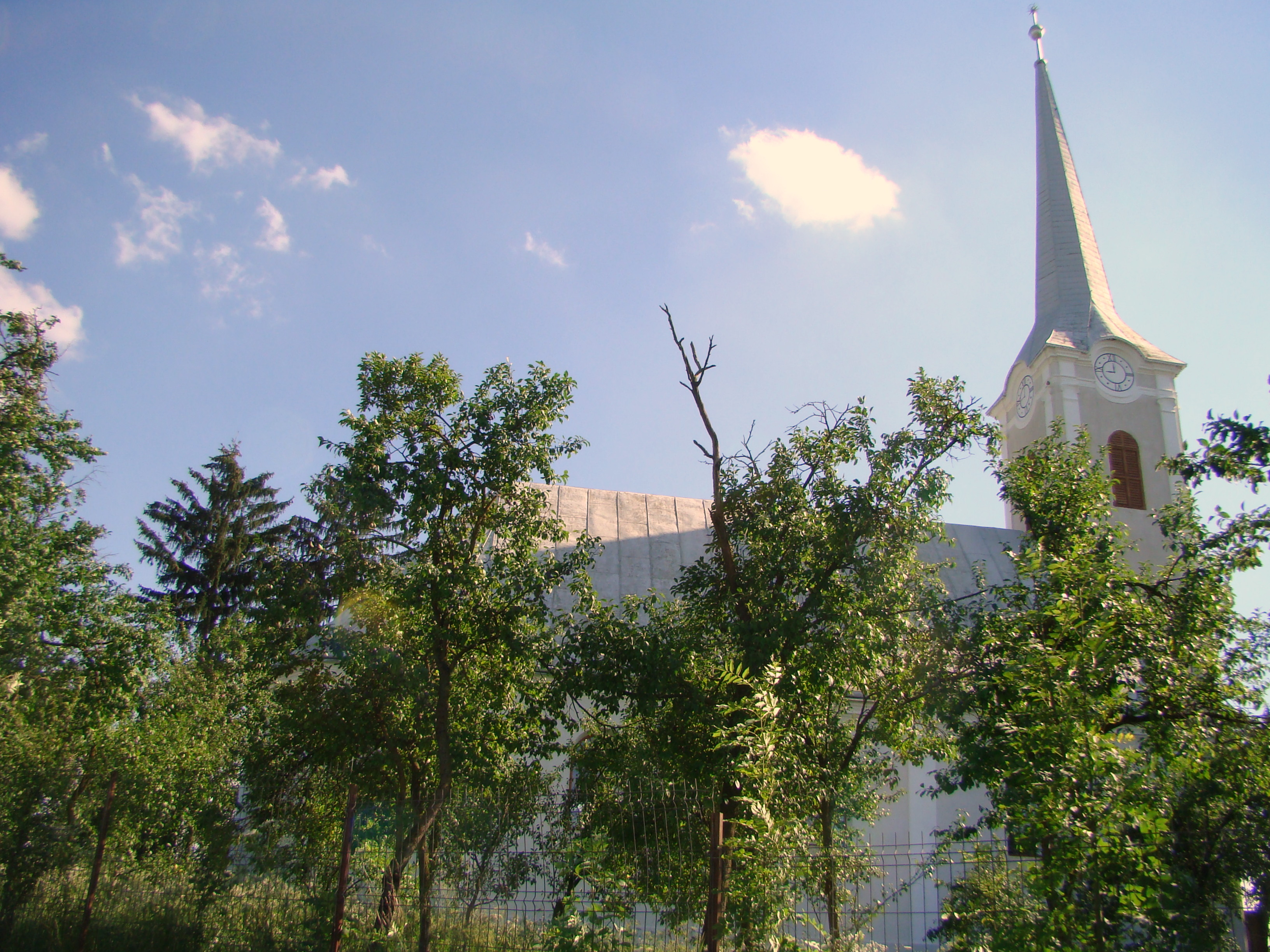
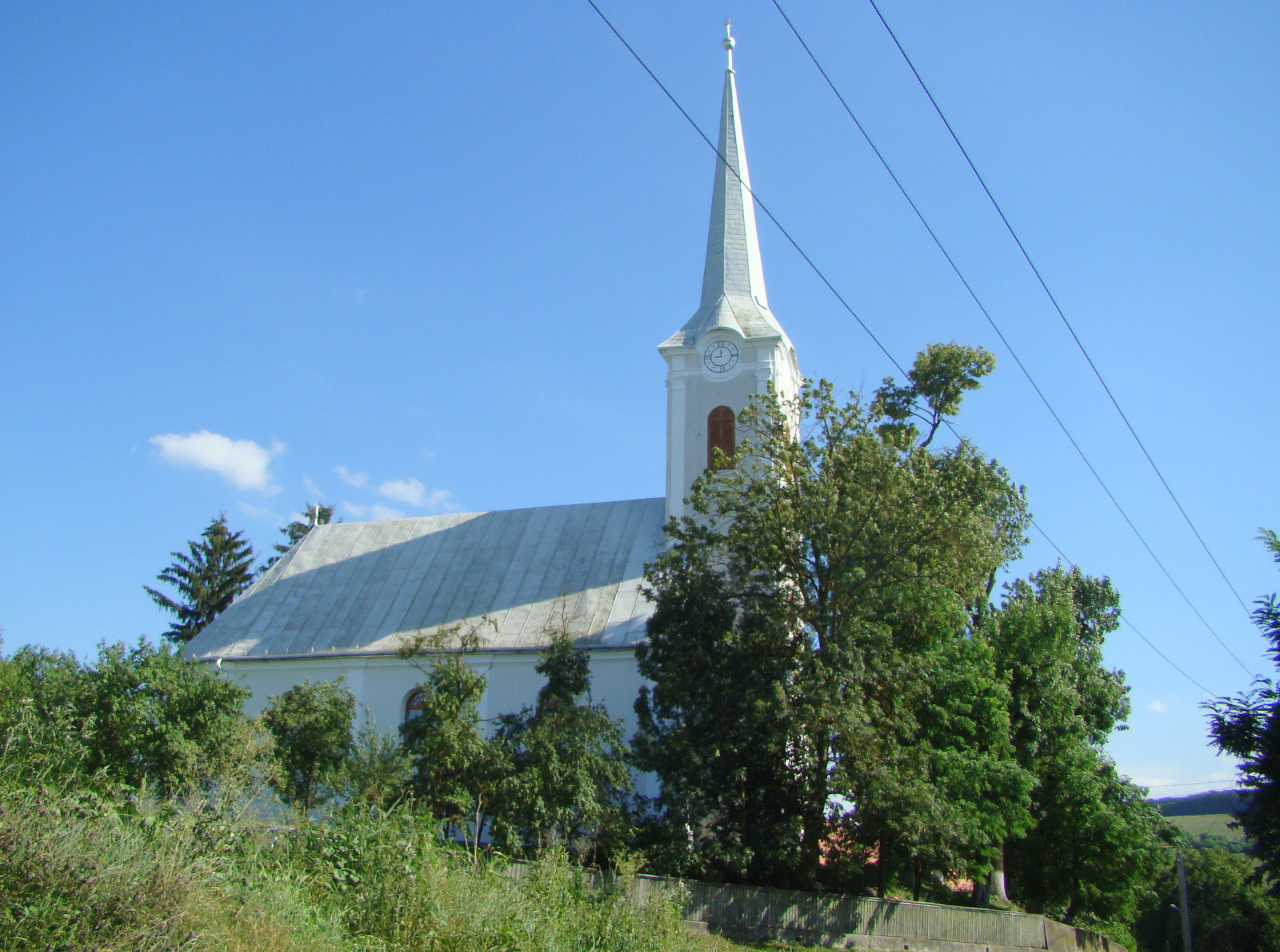
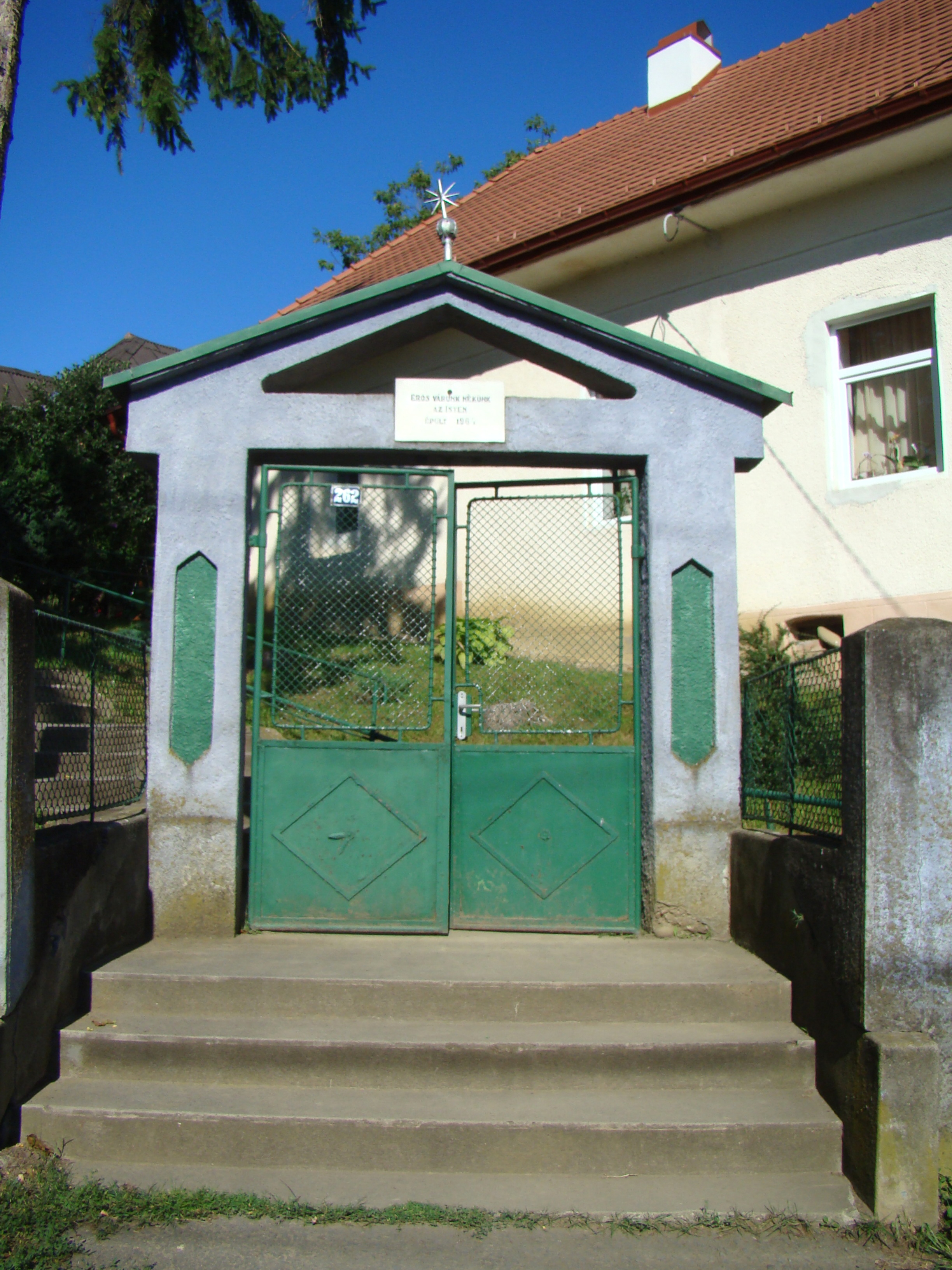
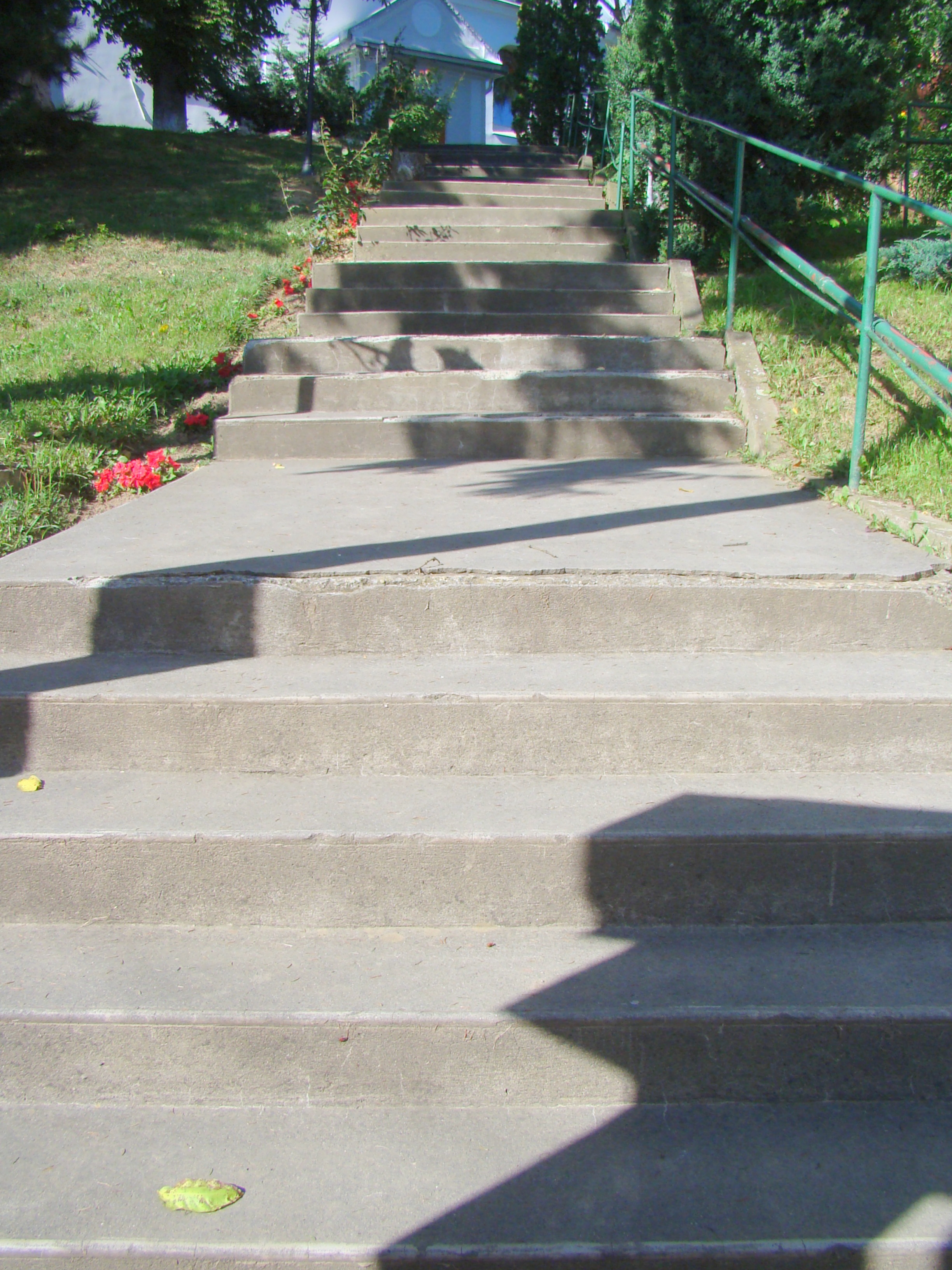
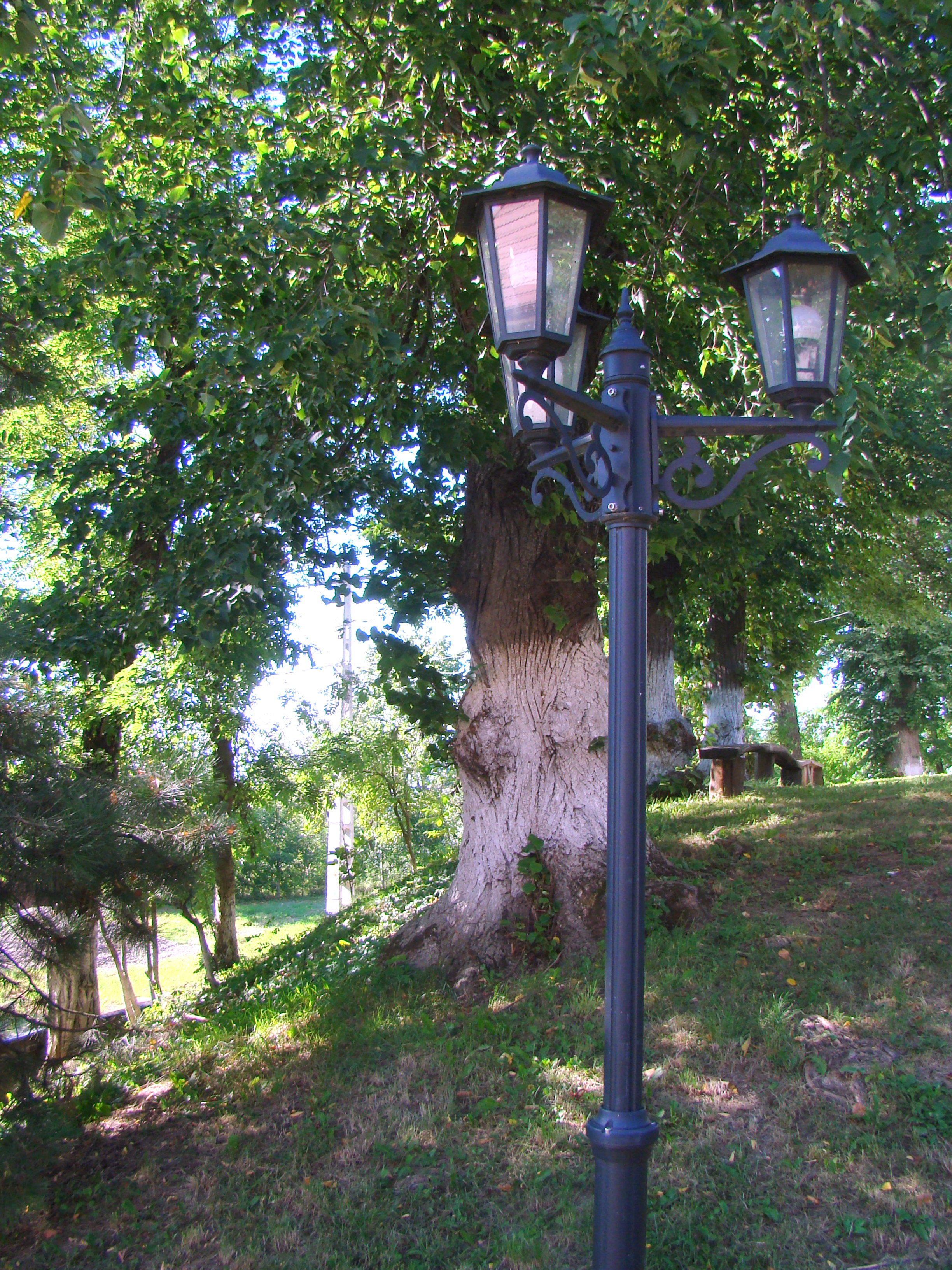
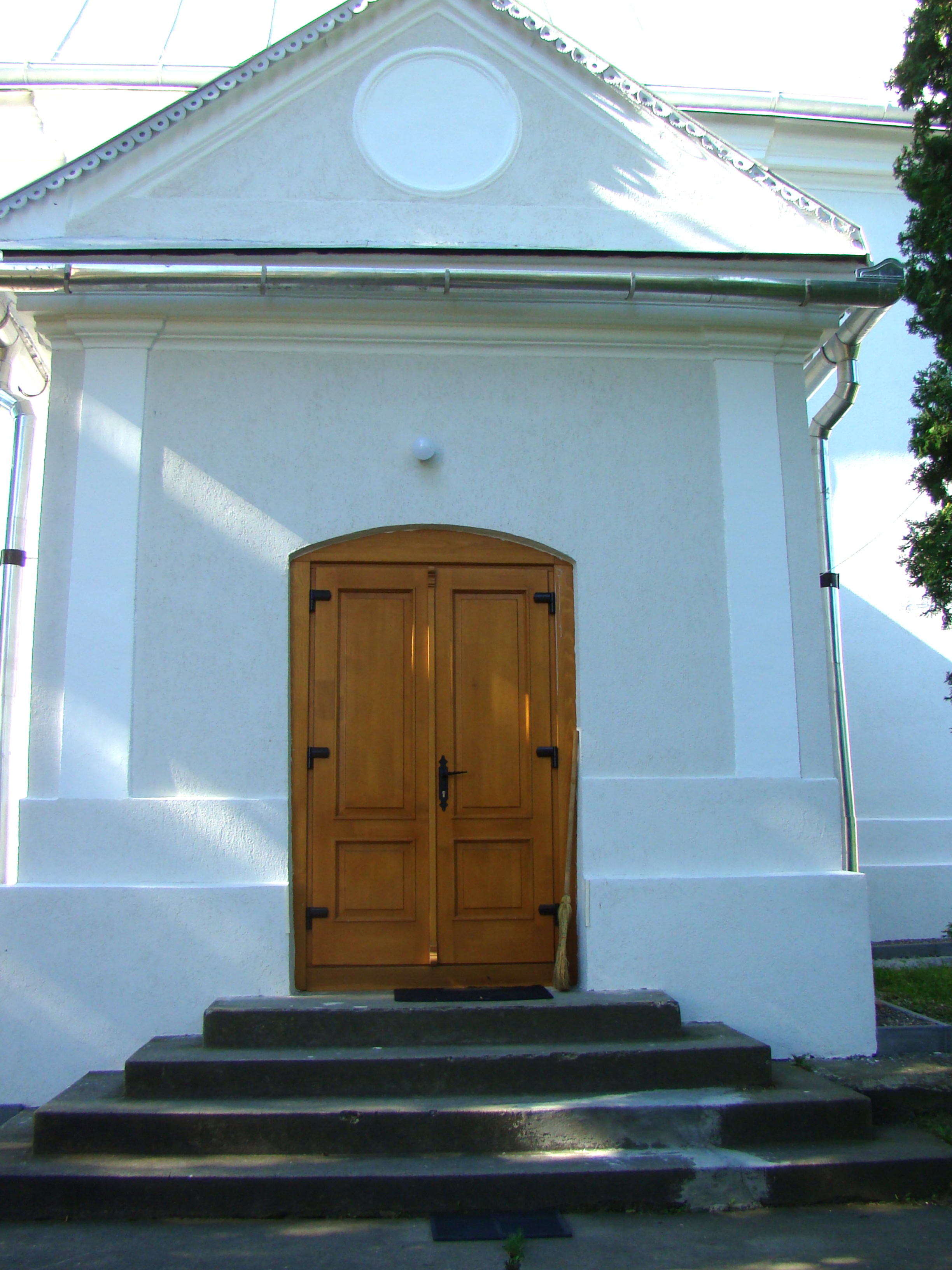
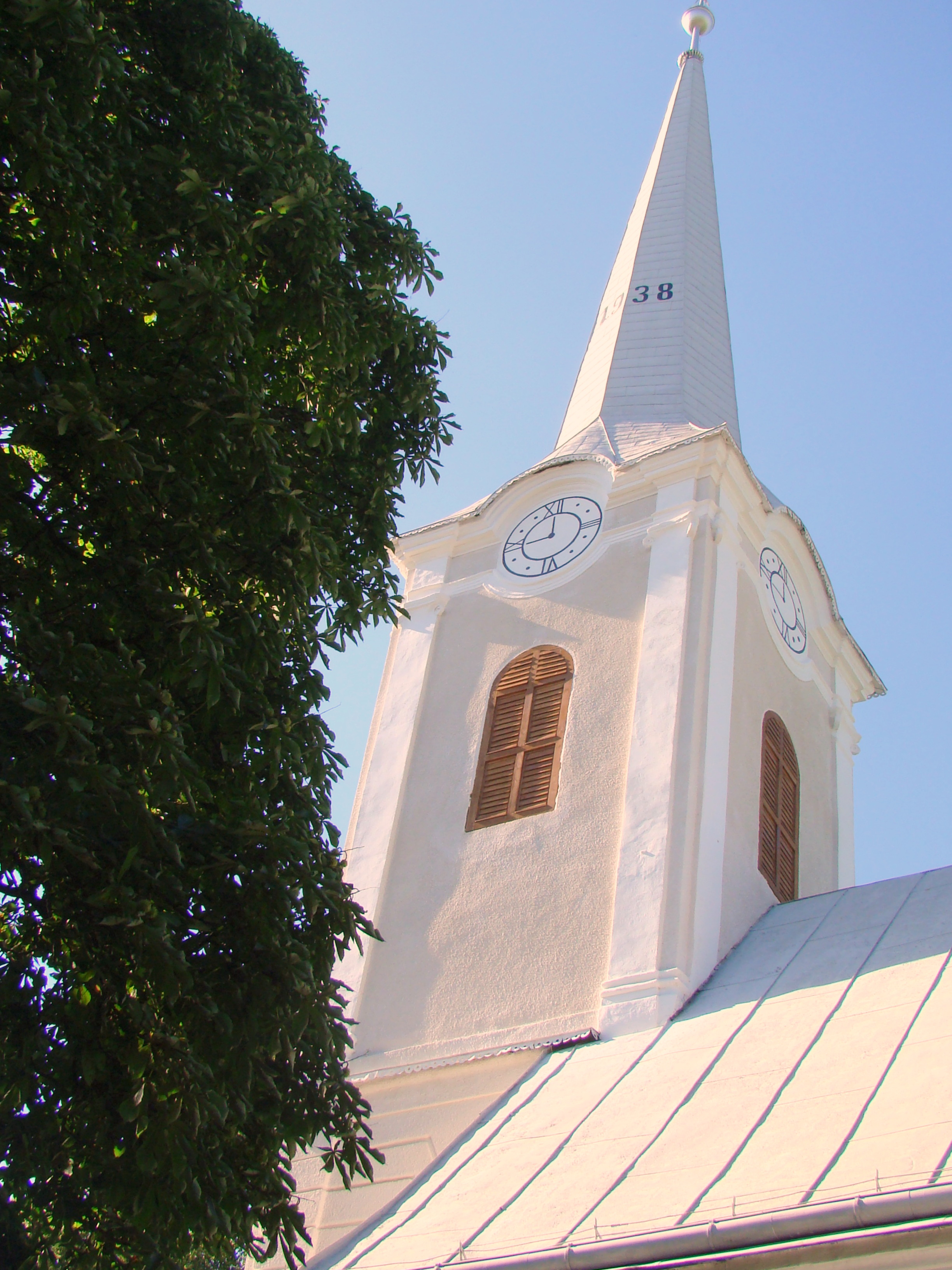
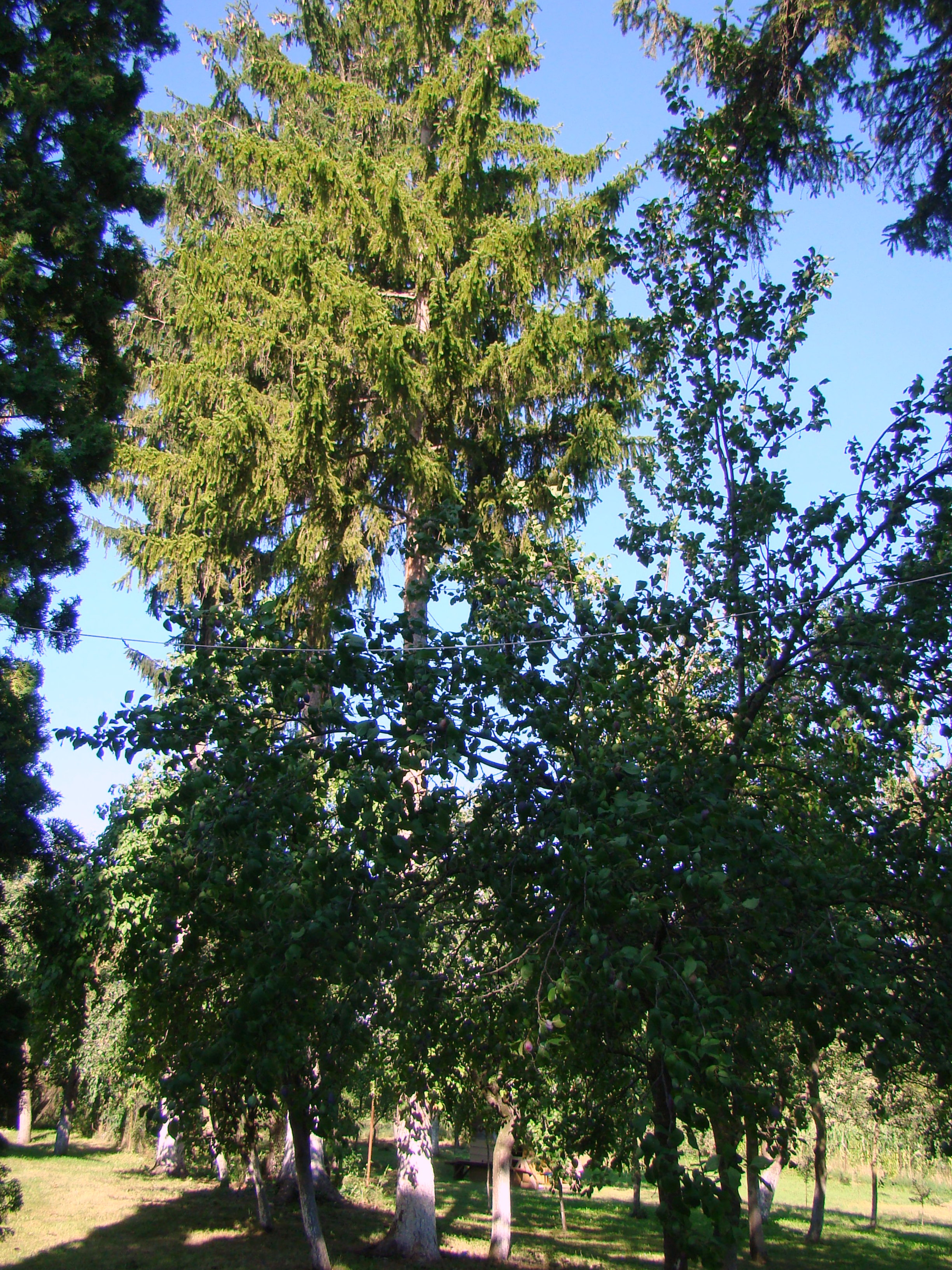
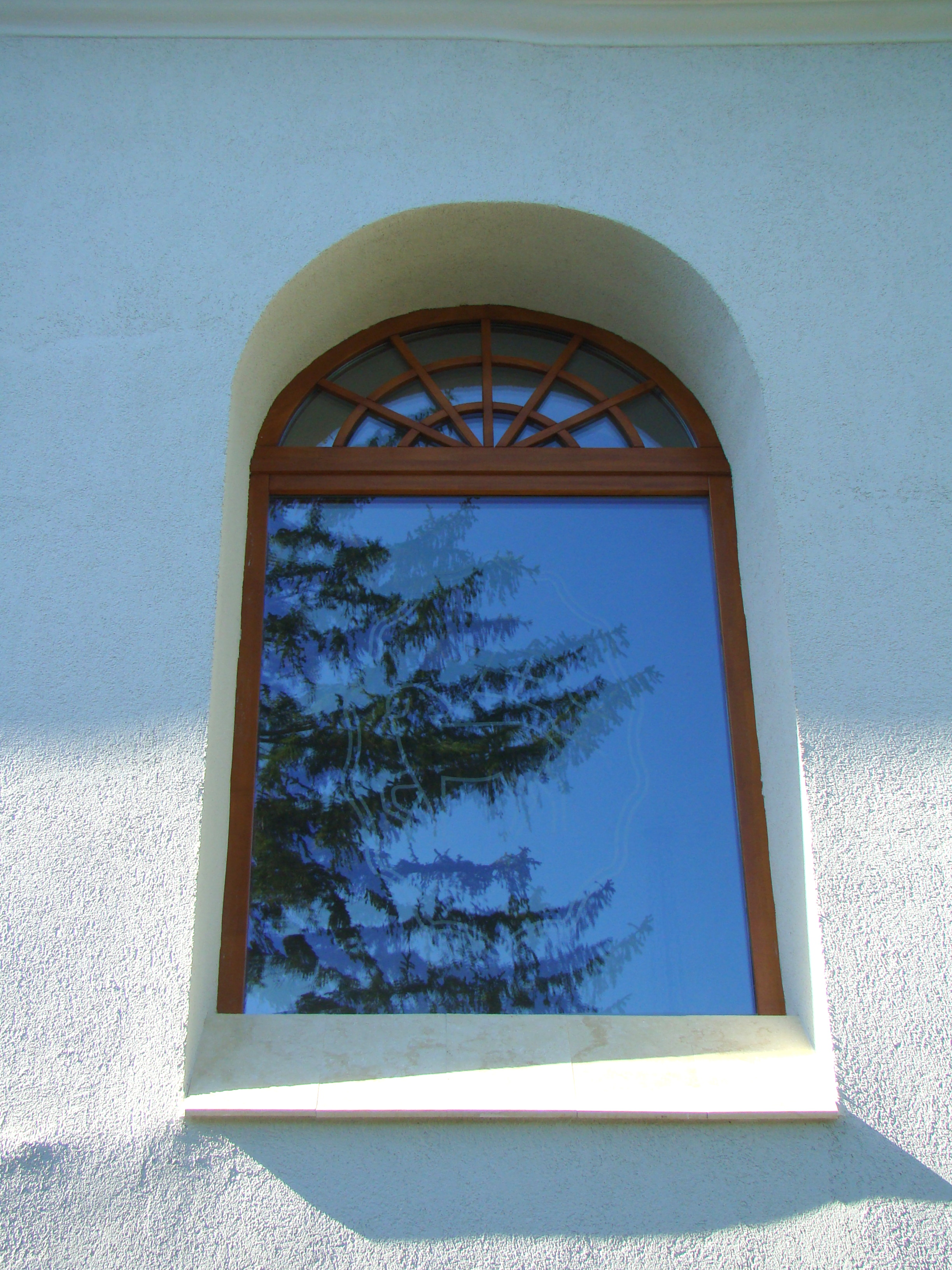
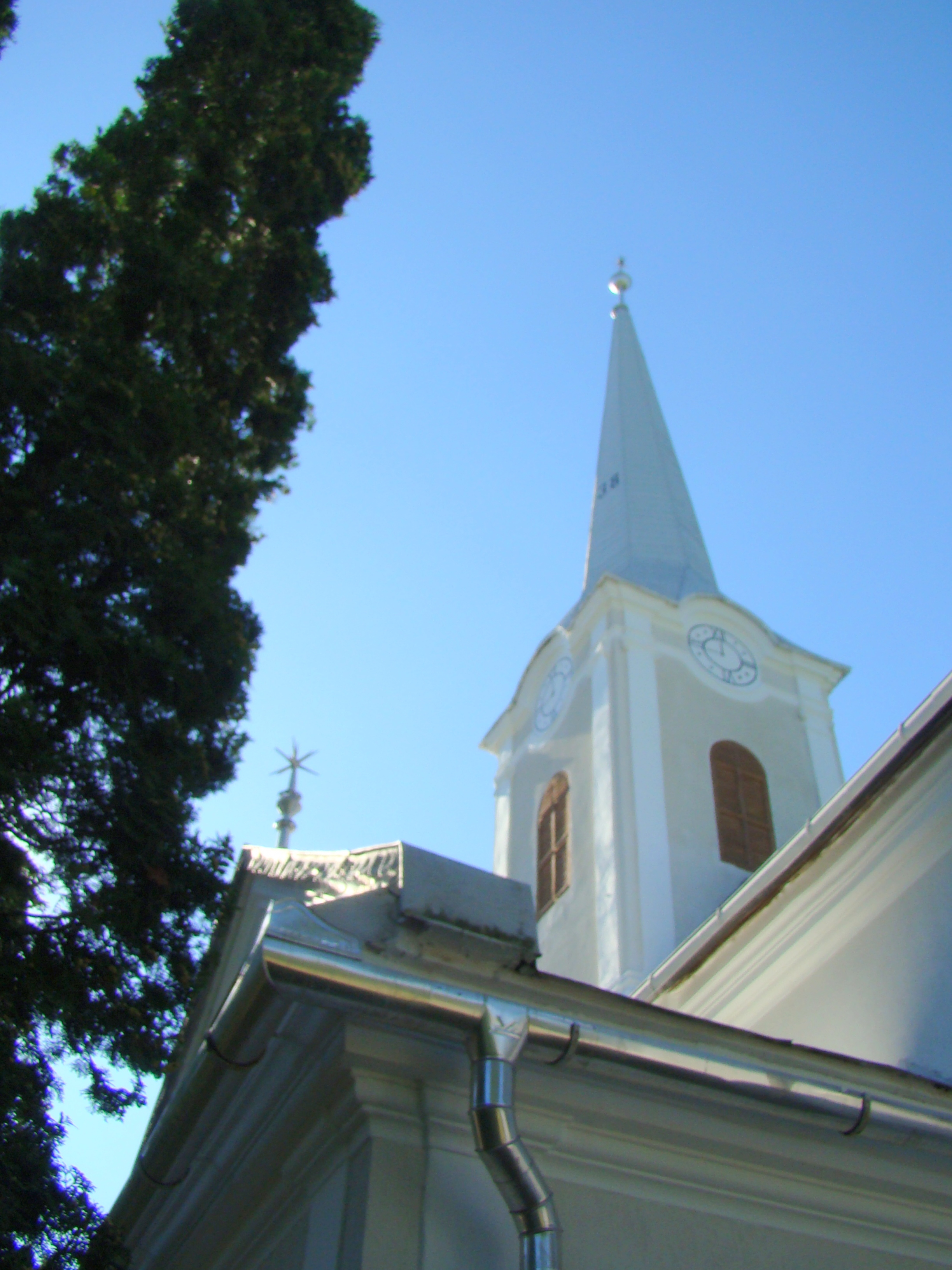

## Vezi și
- Roteni, Mureș

## Galerie de imagini

### Interior

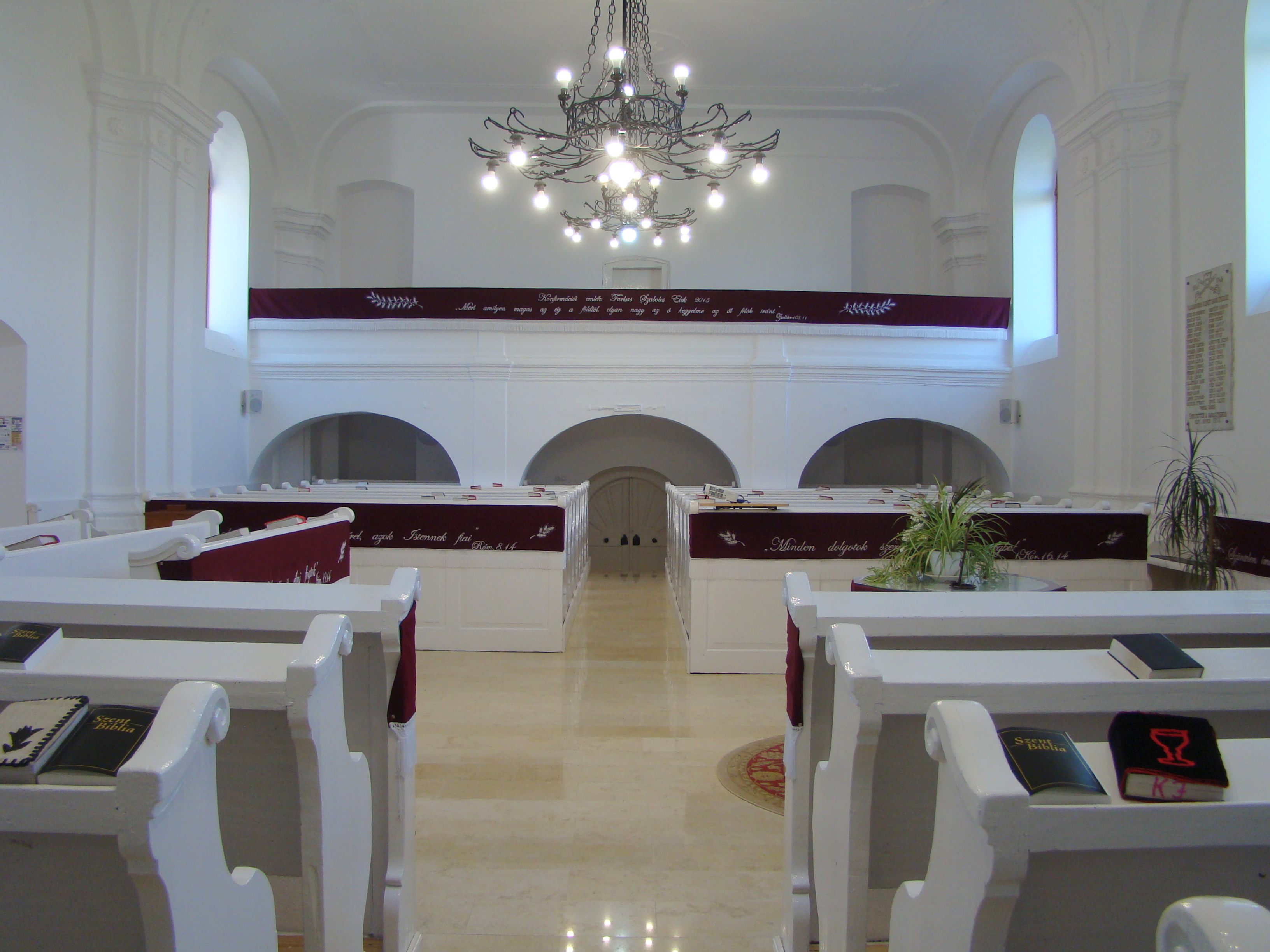
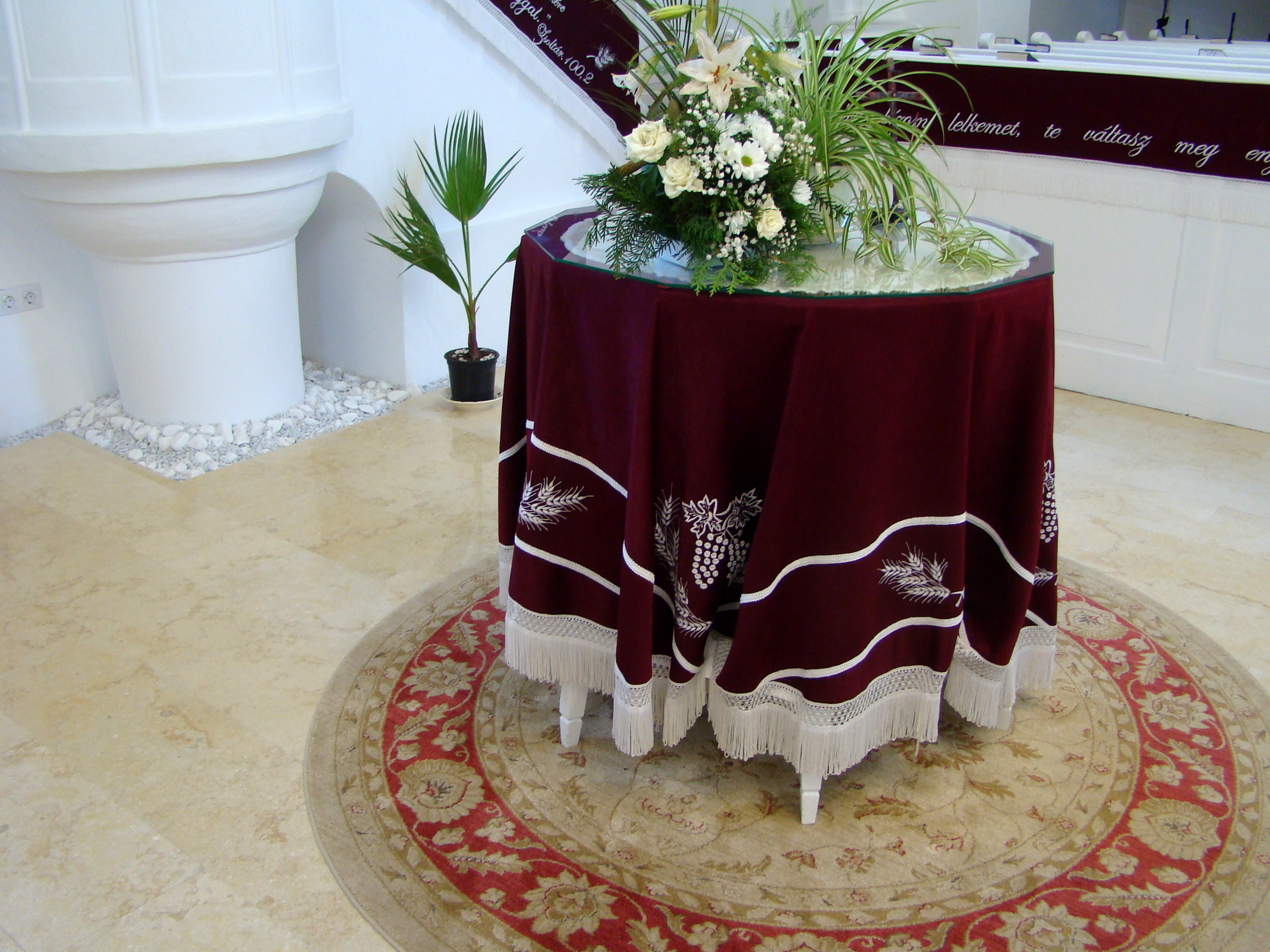
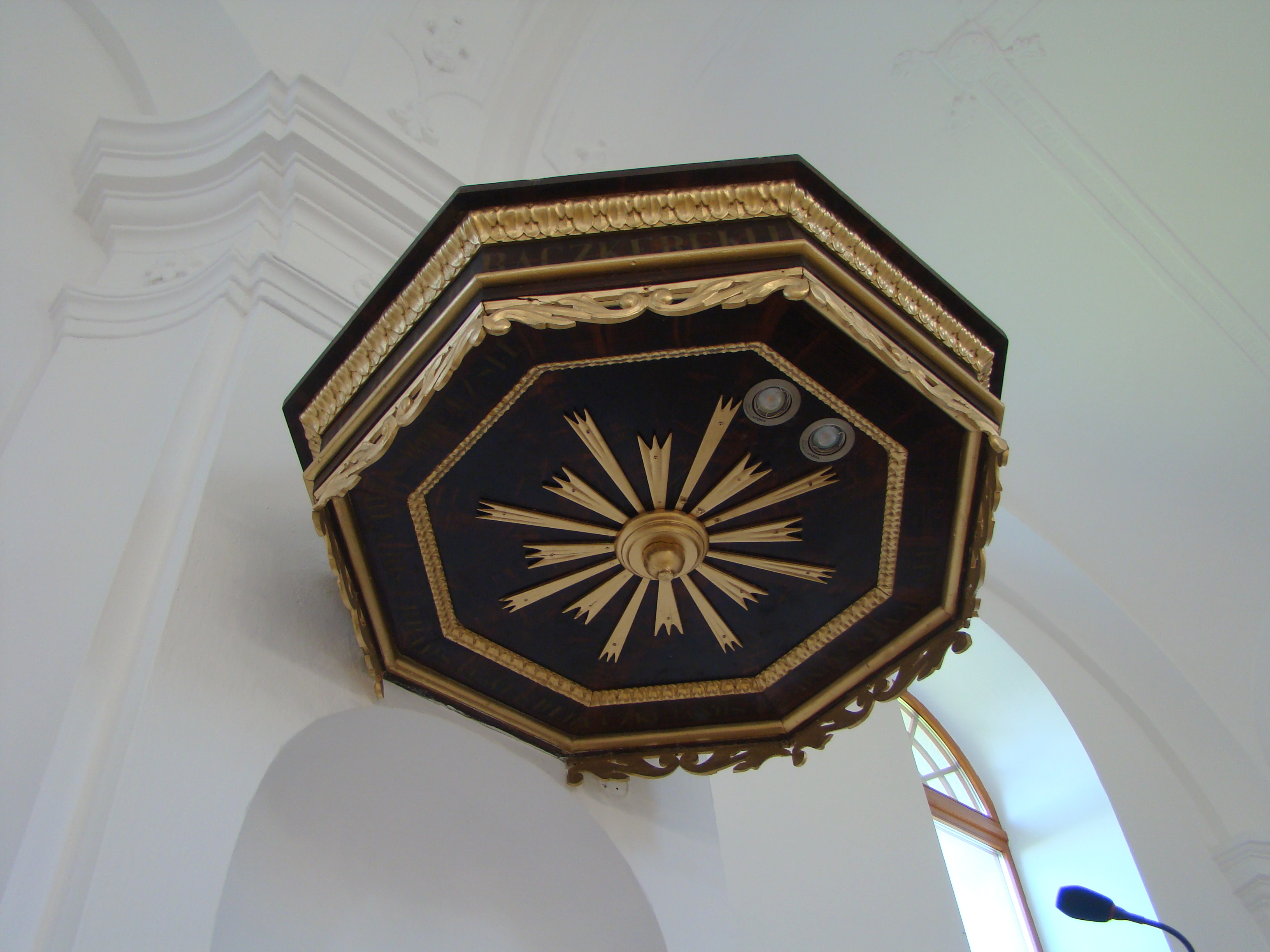
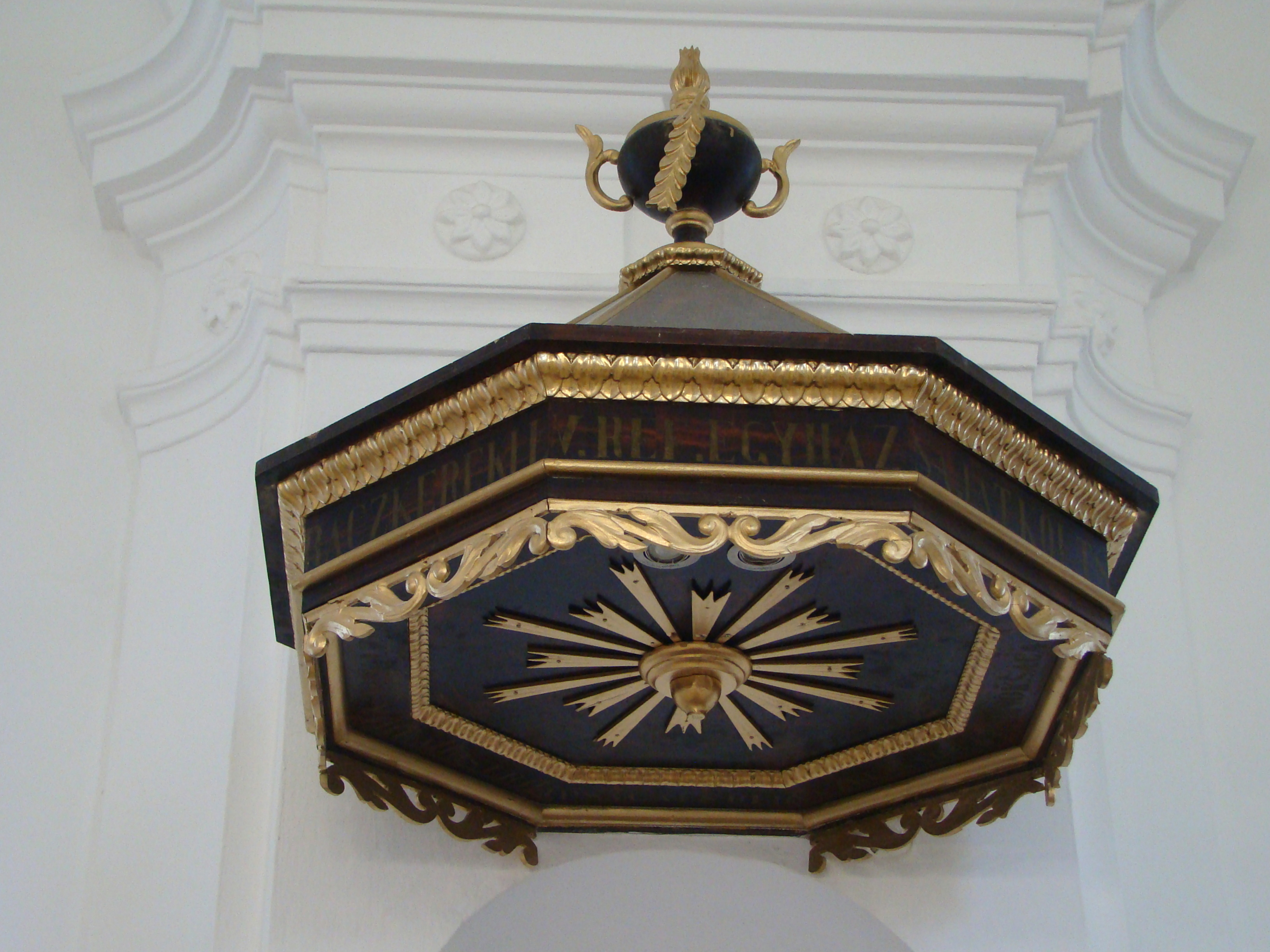
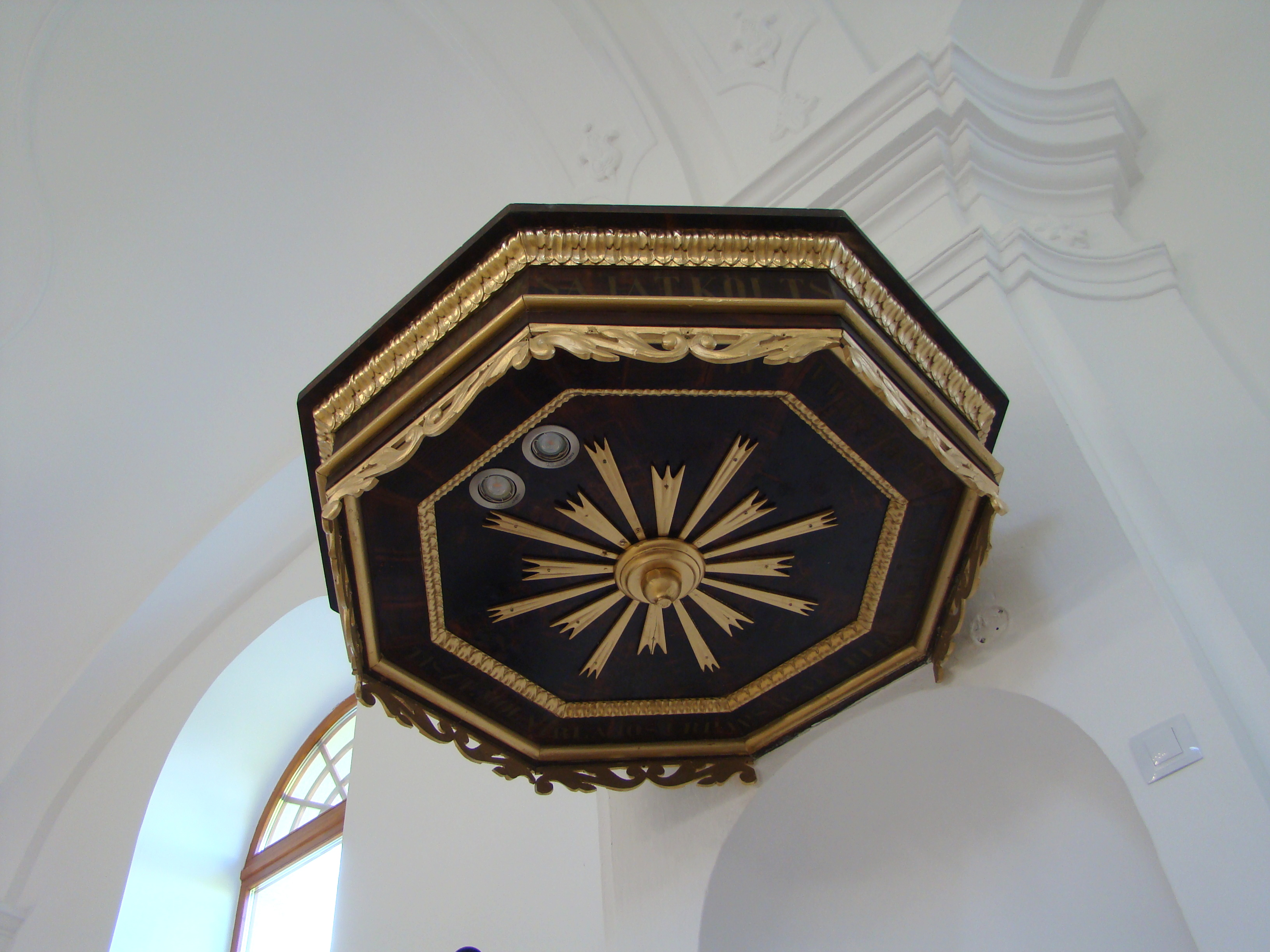
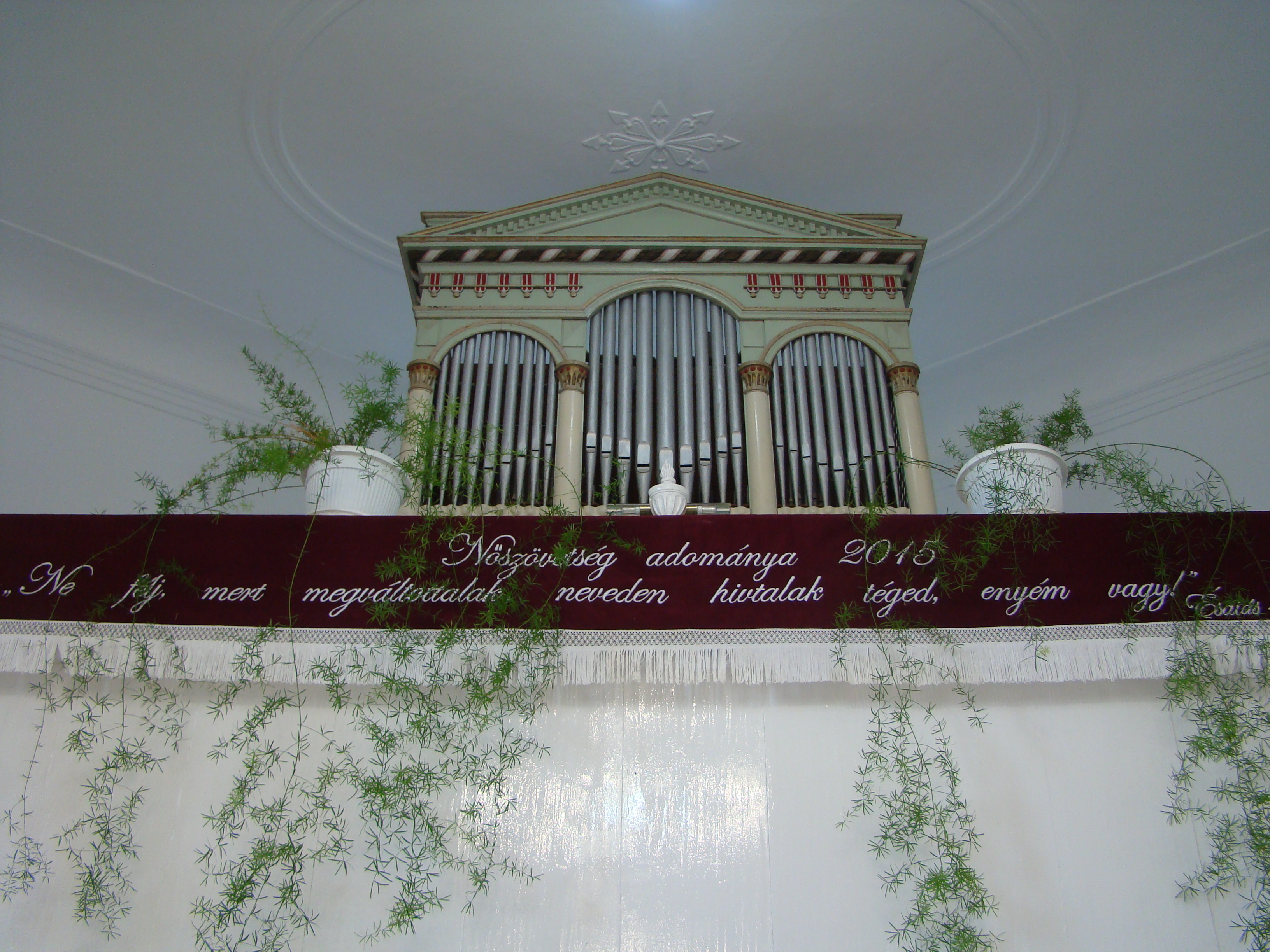
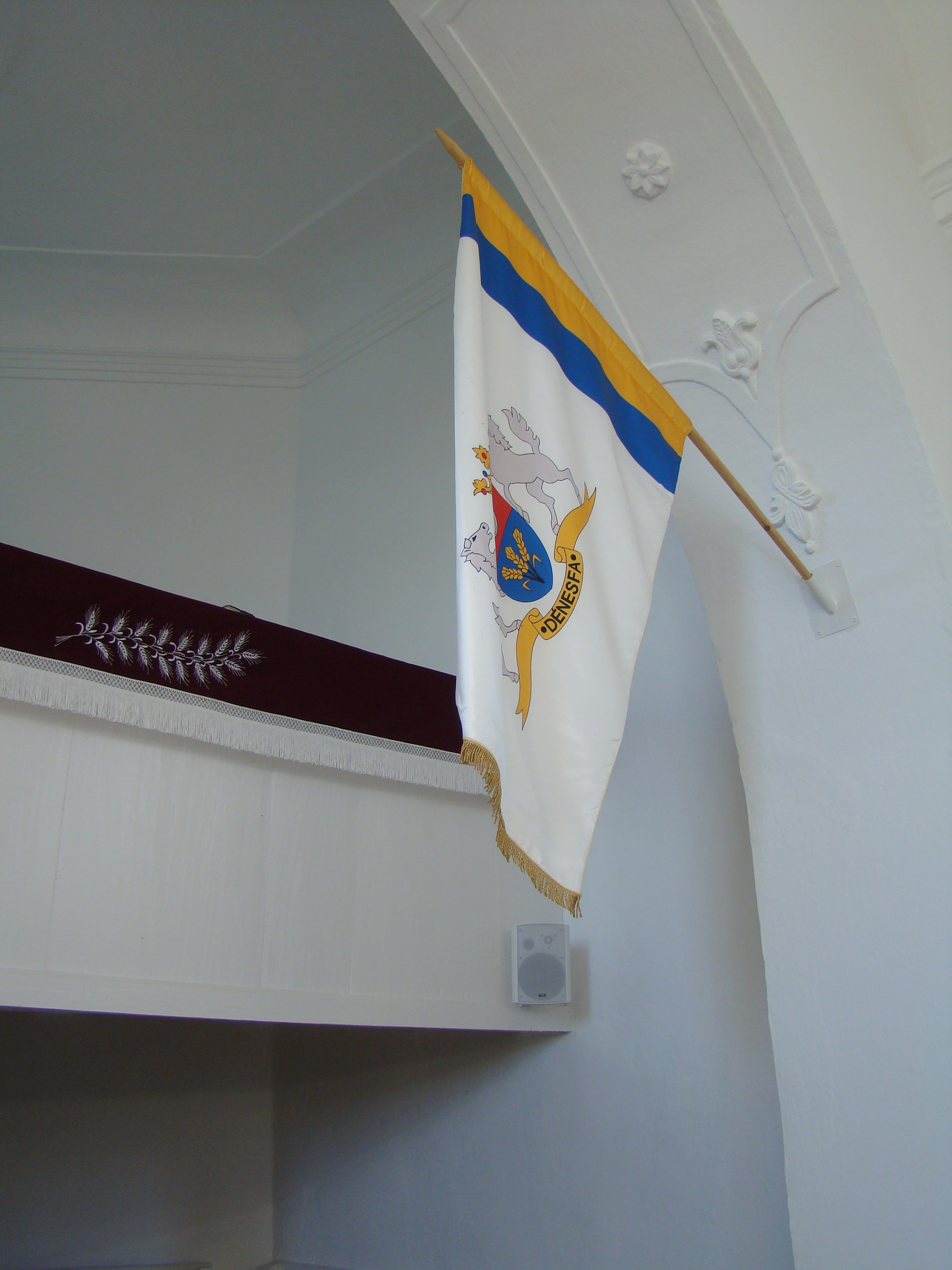
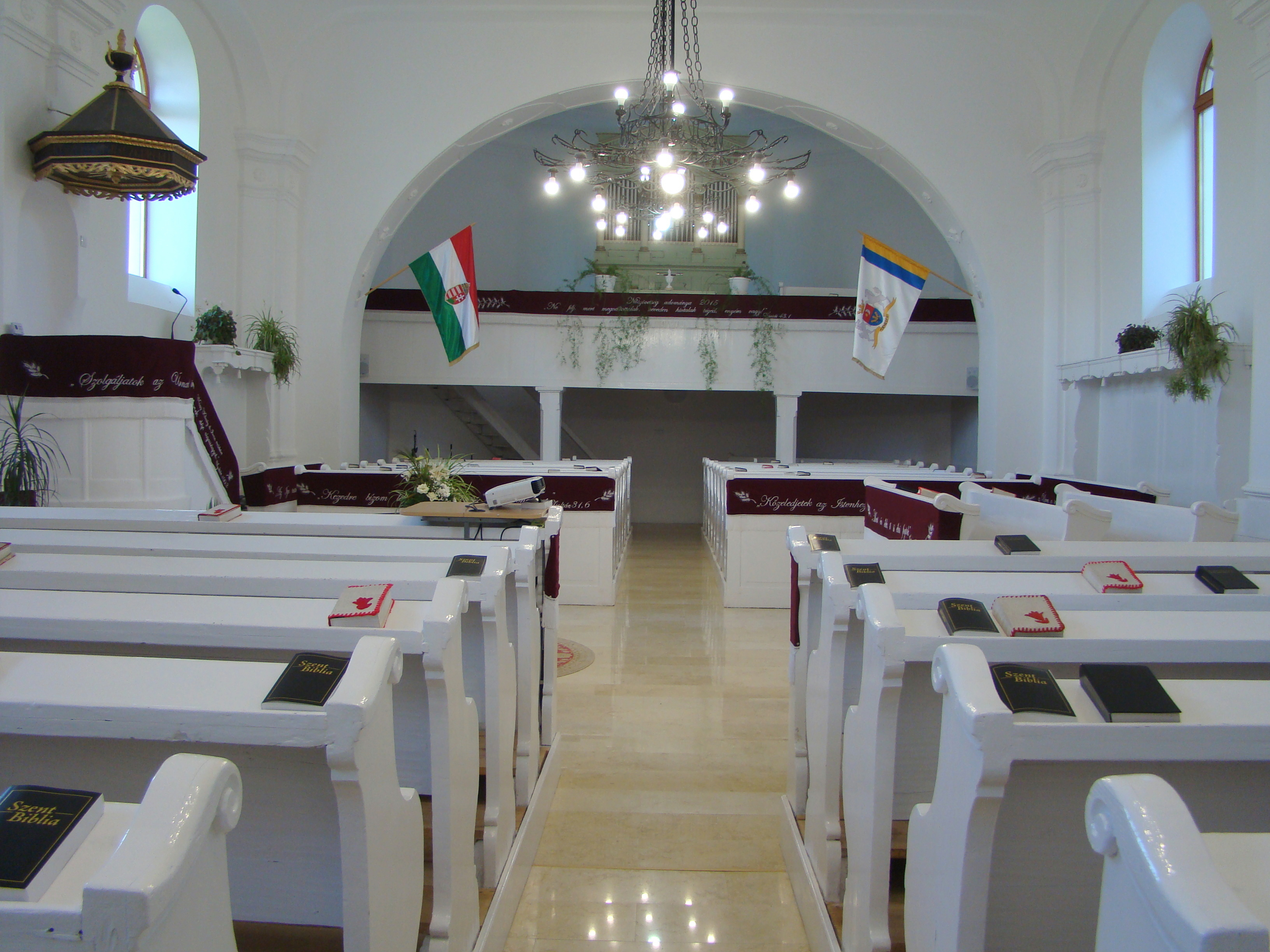
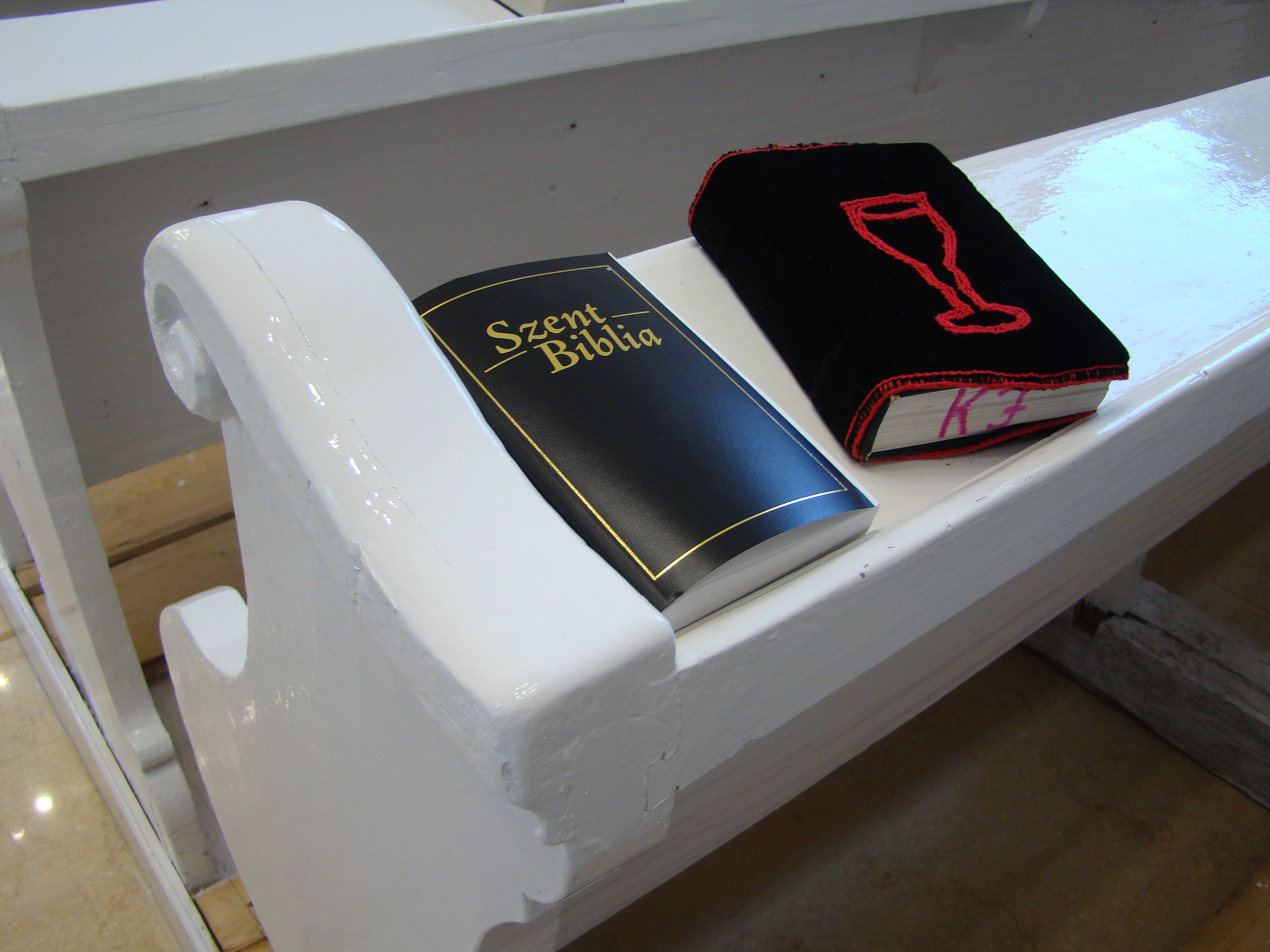
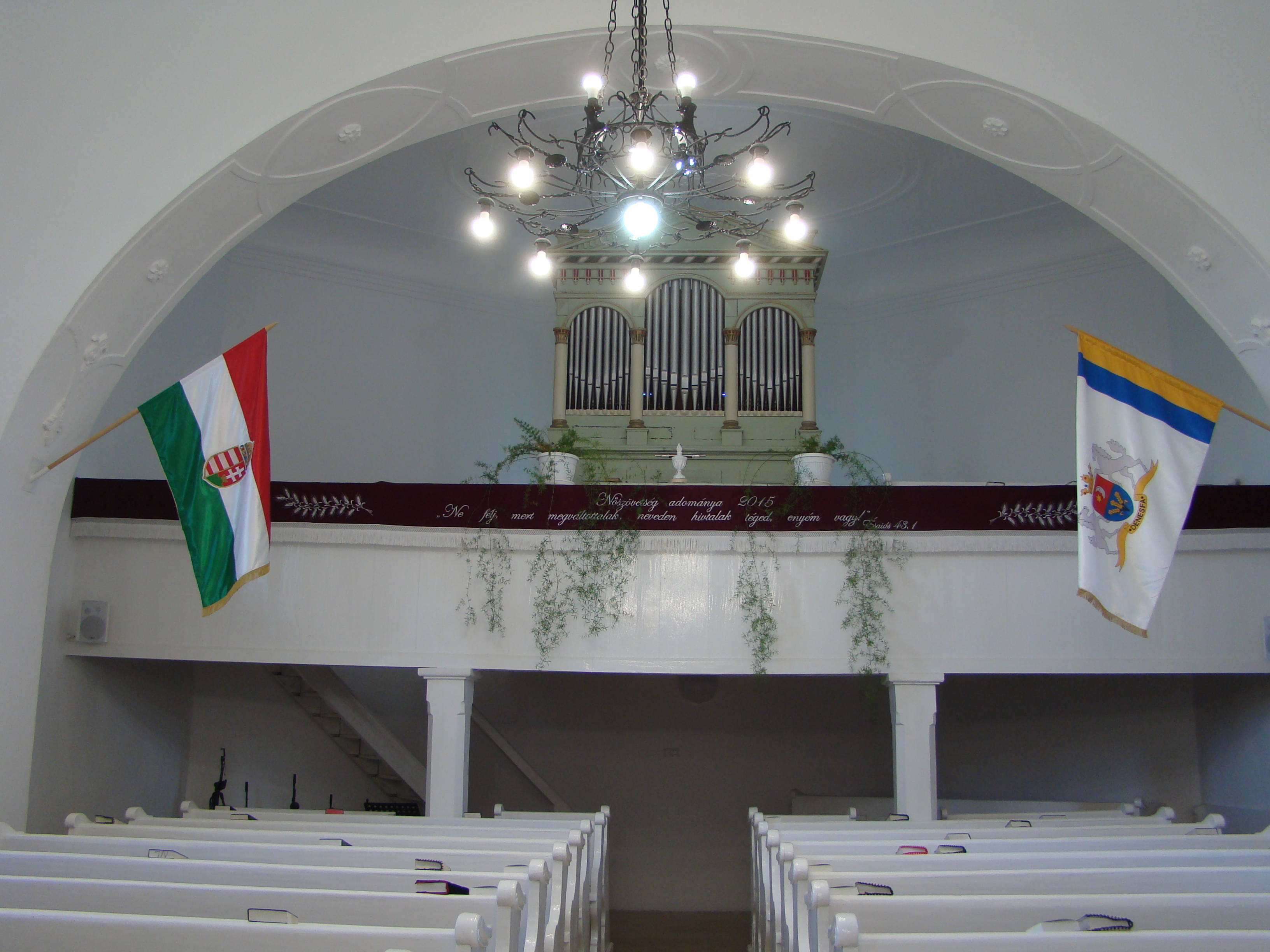
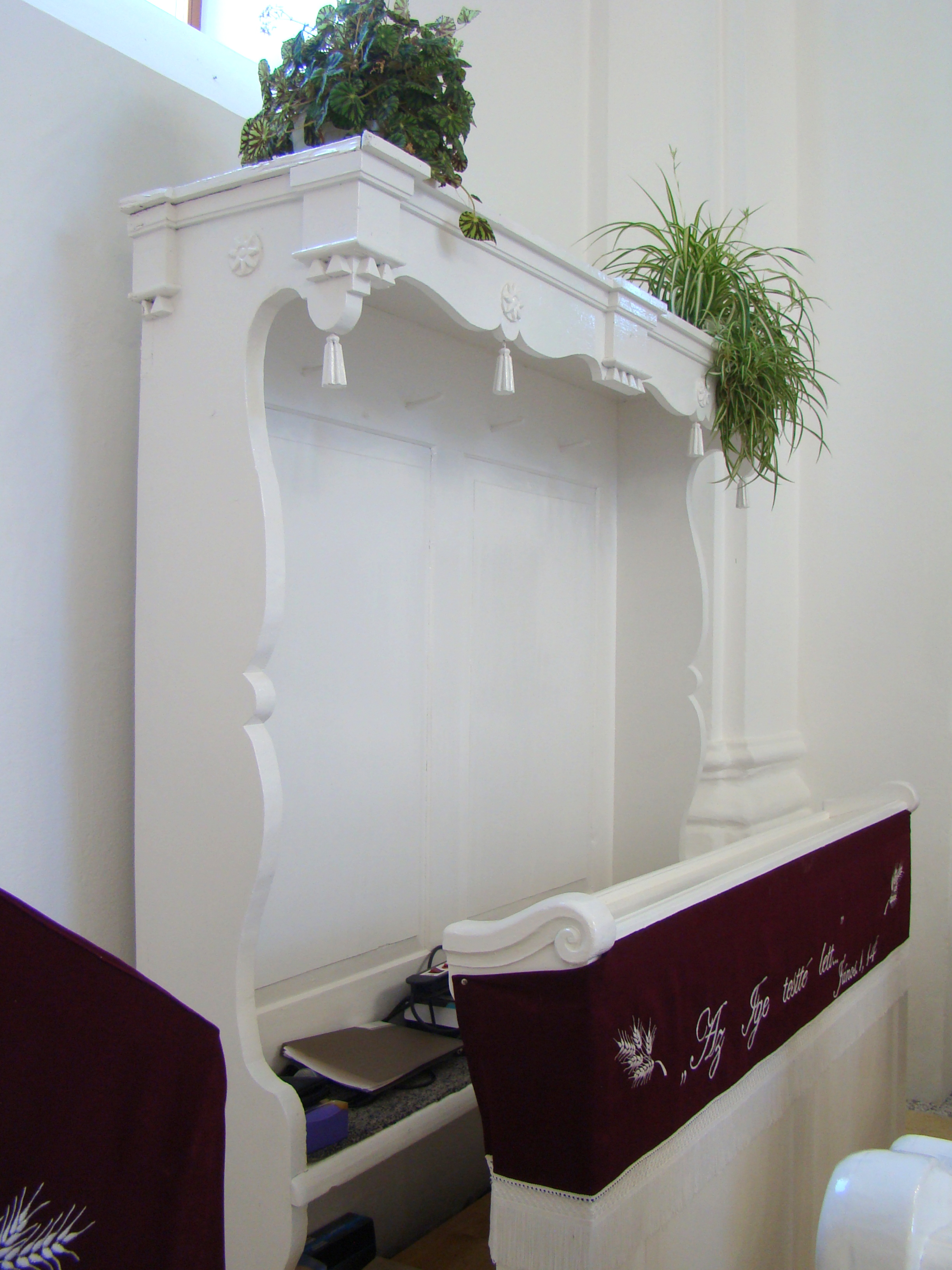
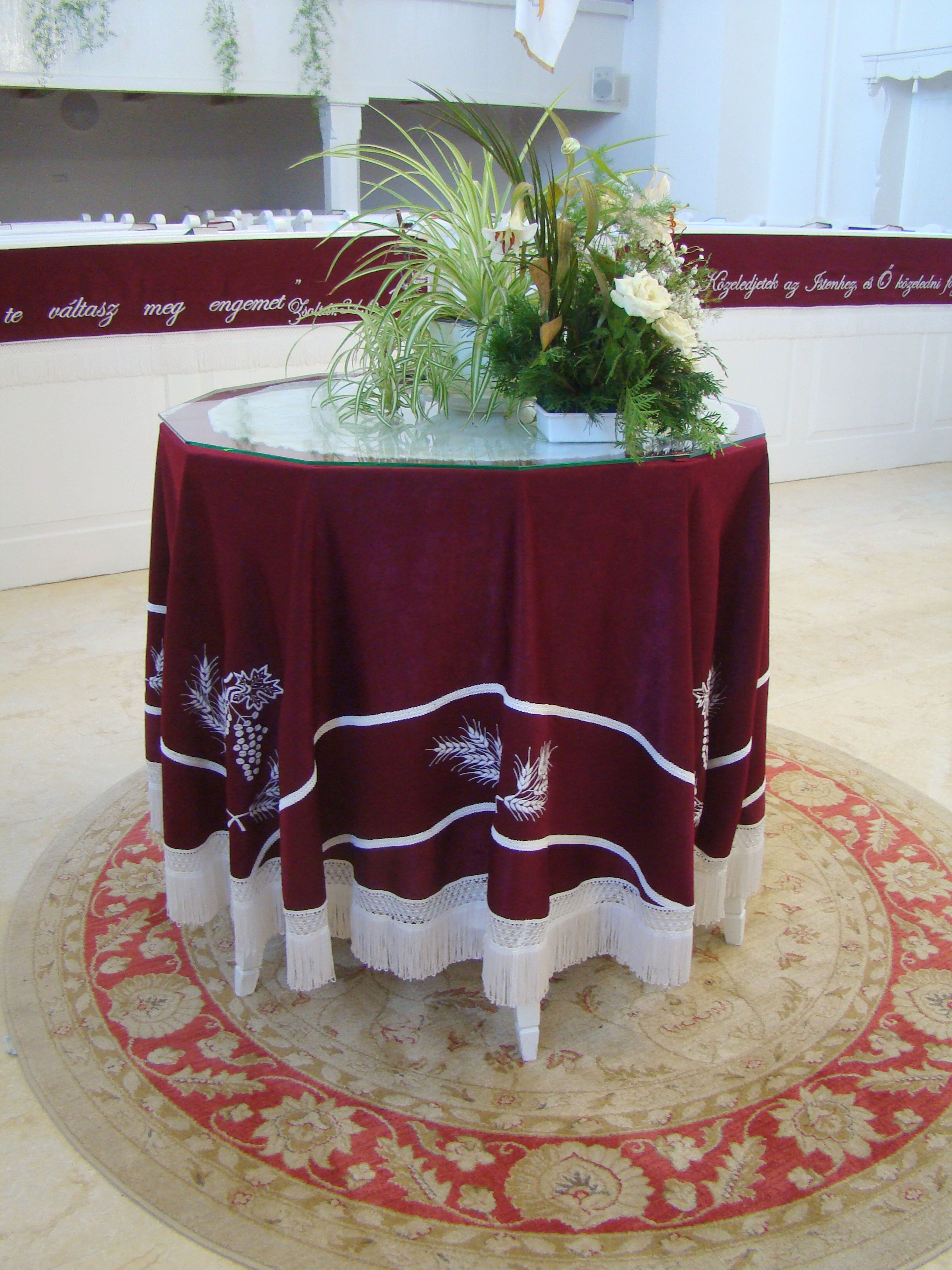
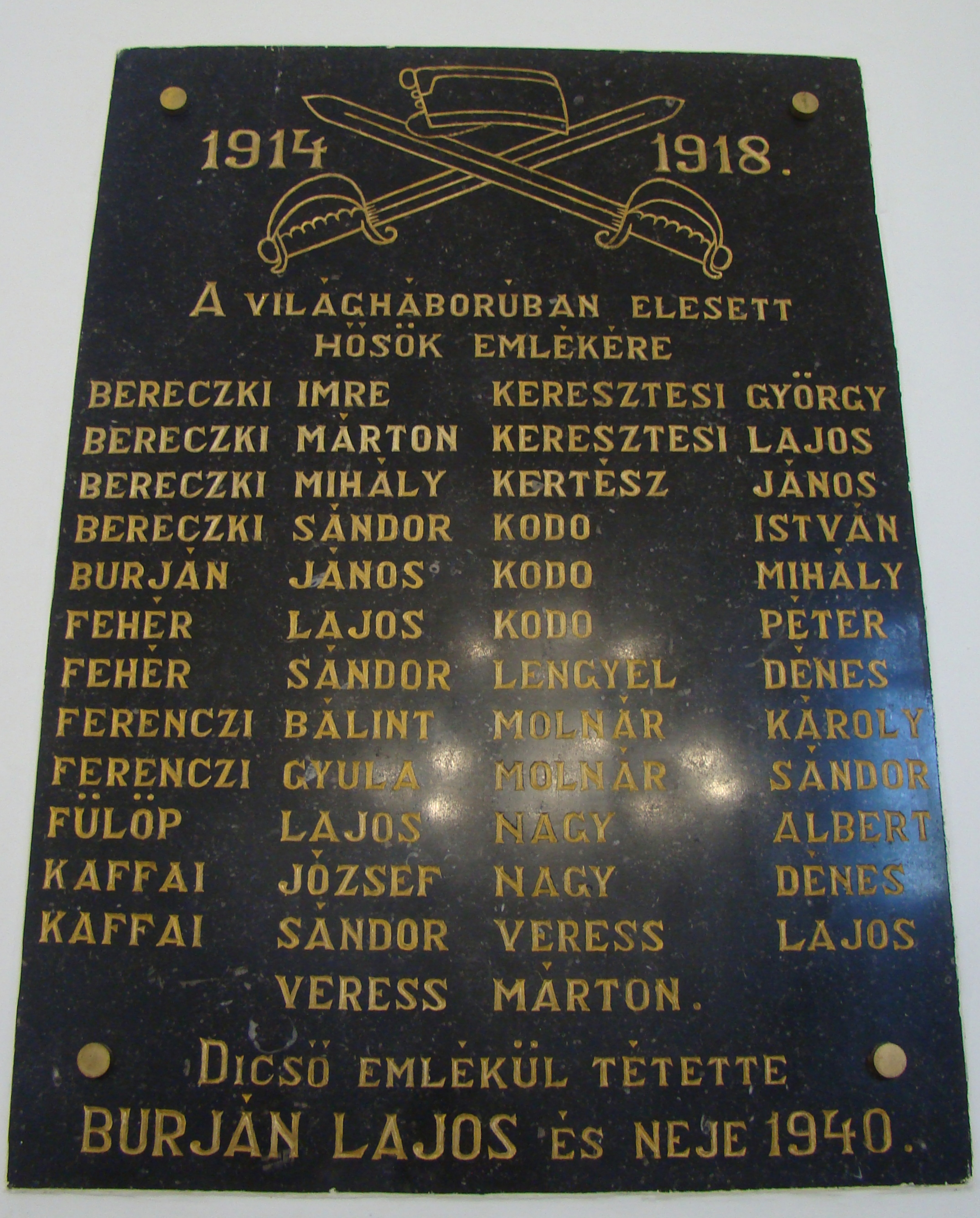
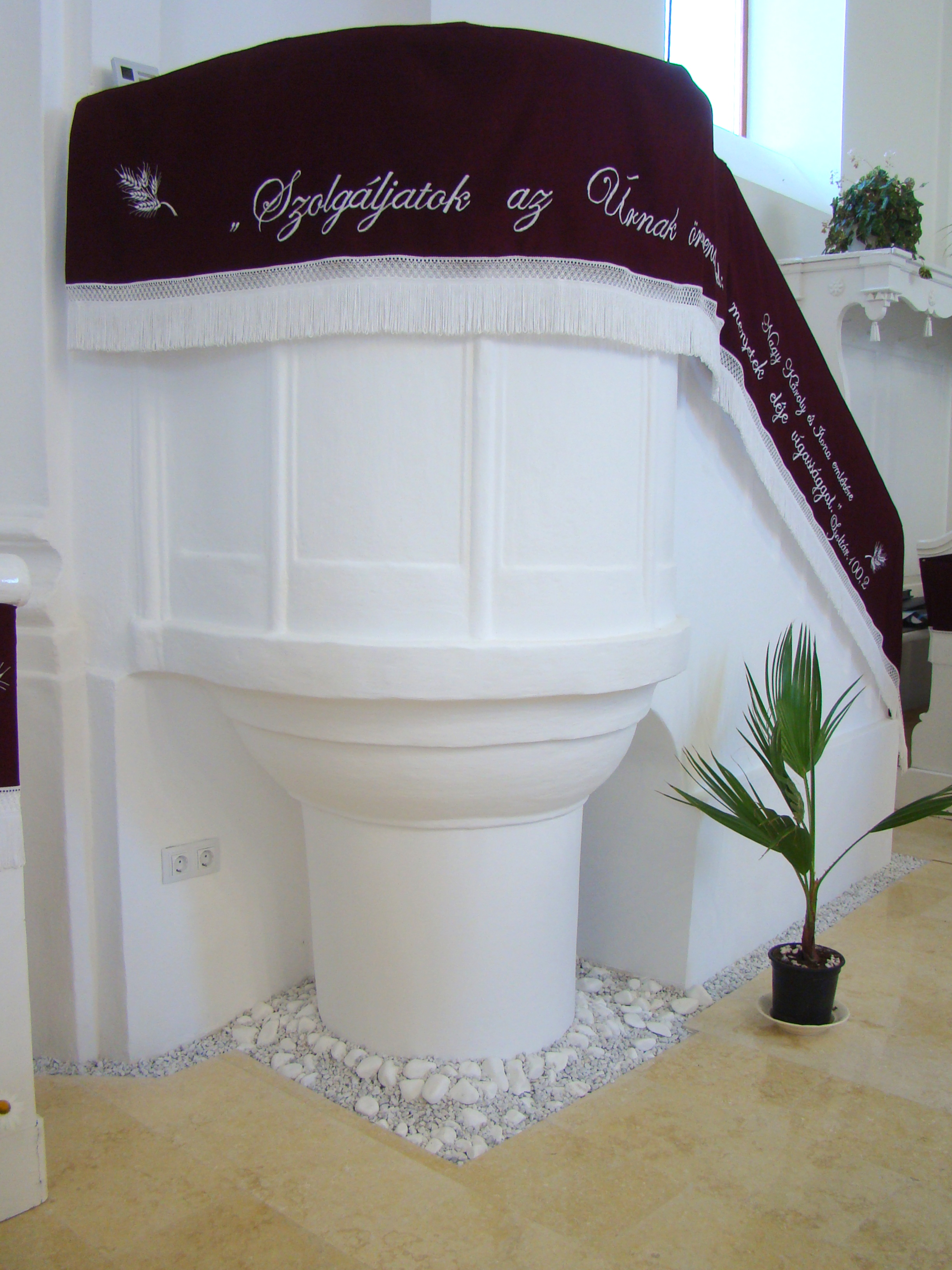
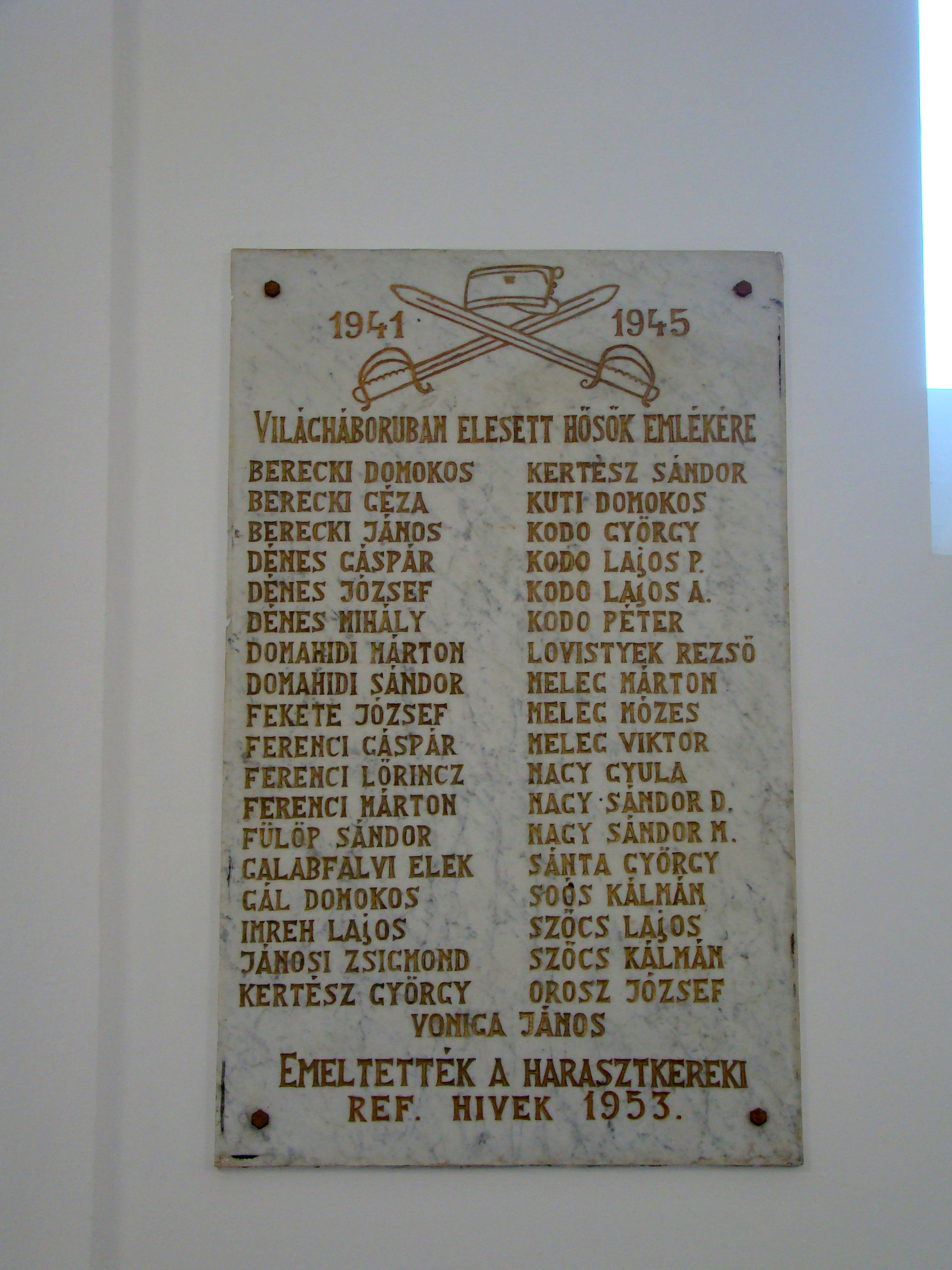
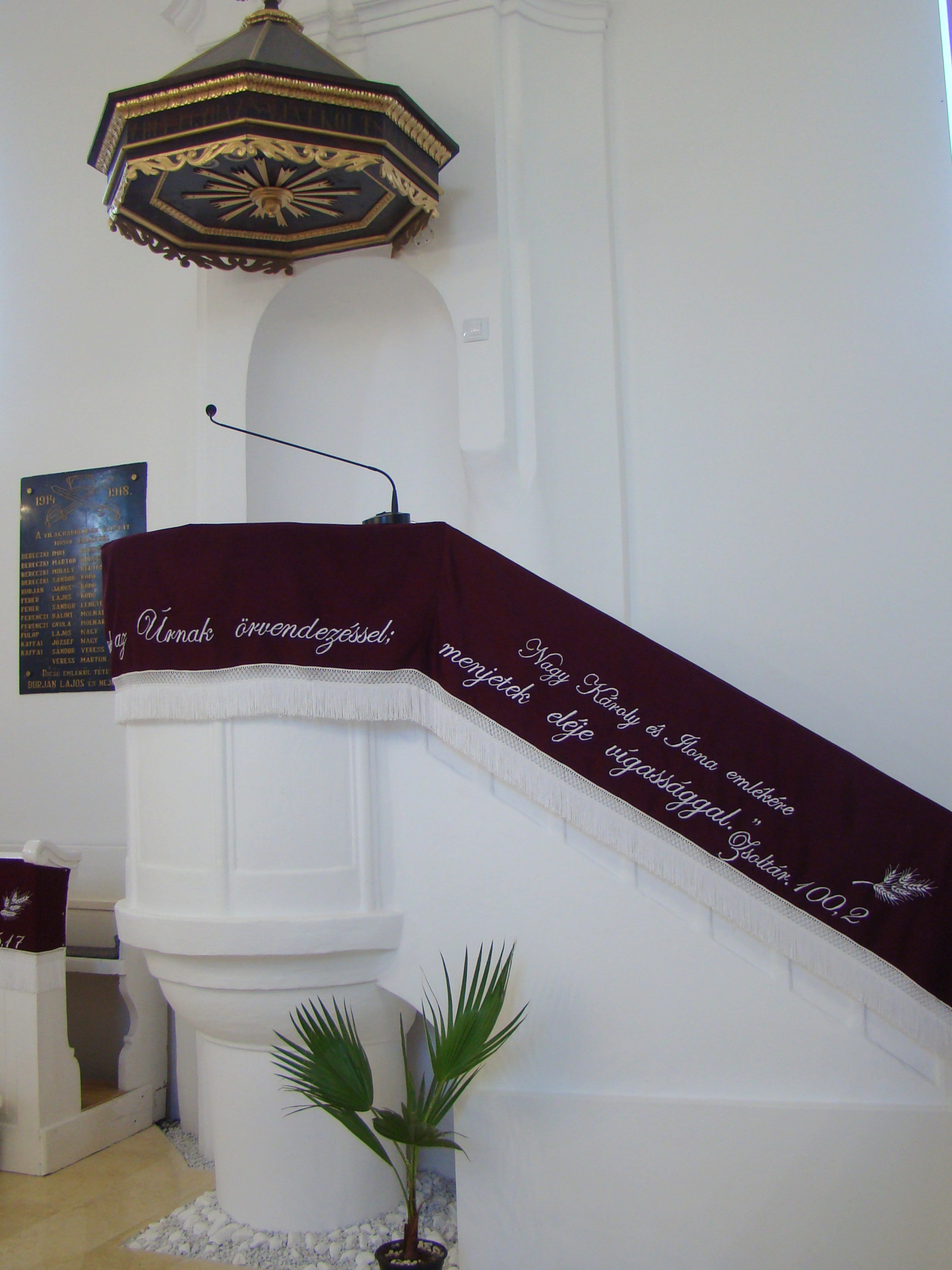
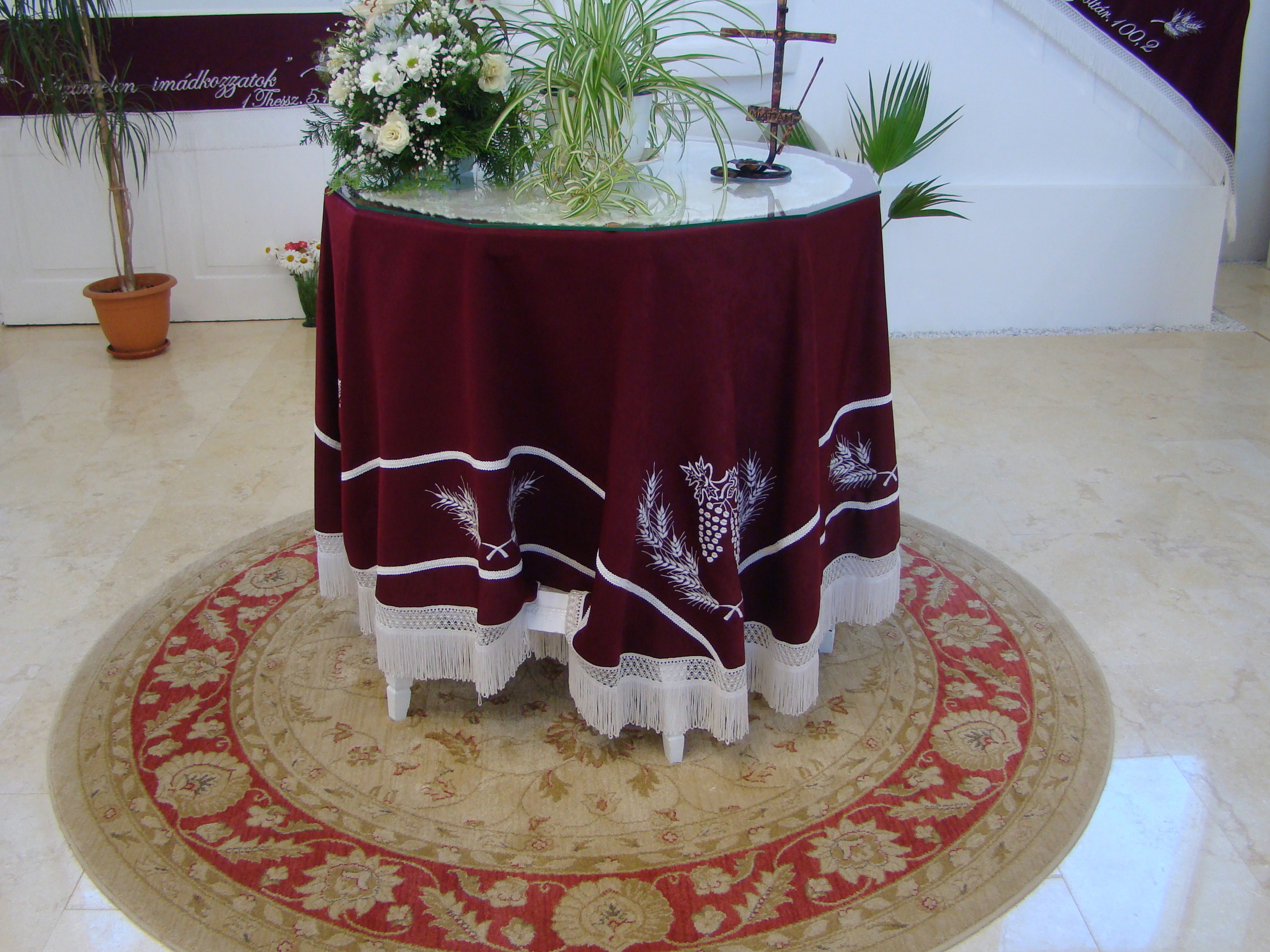
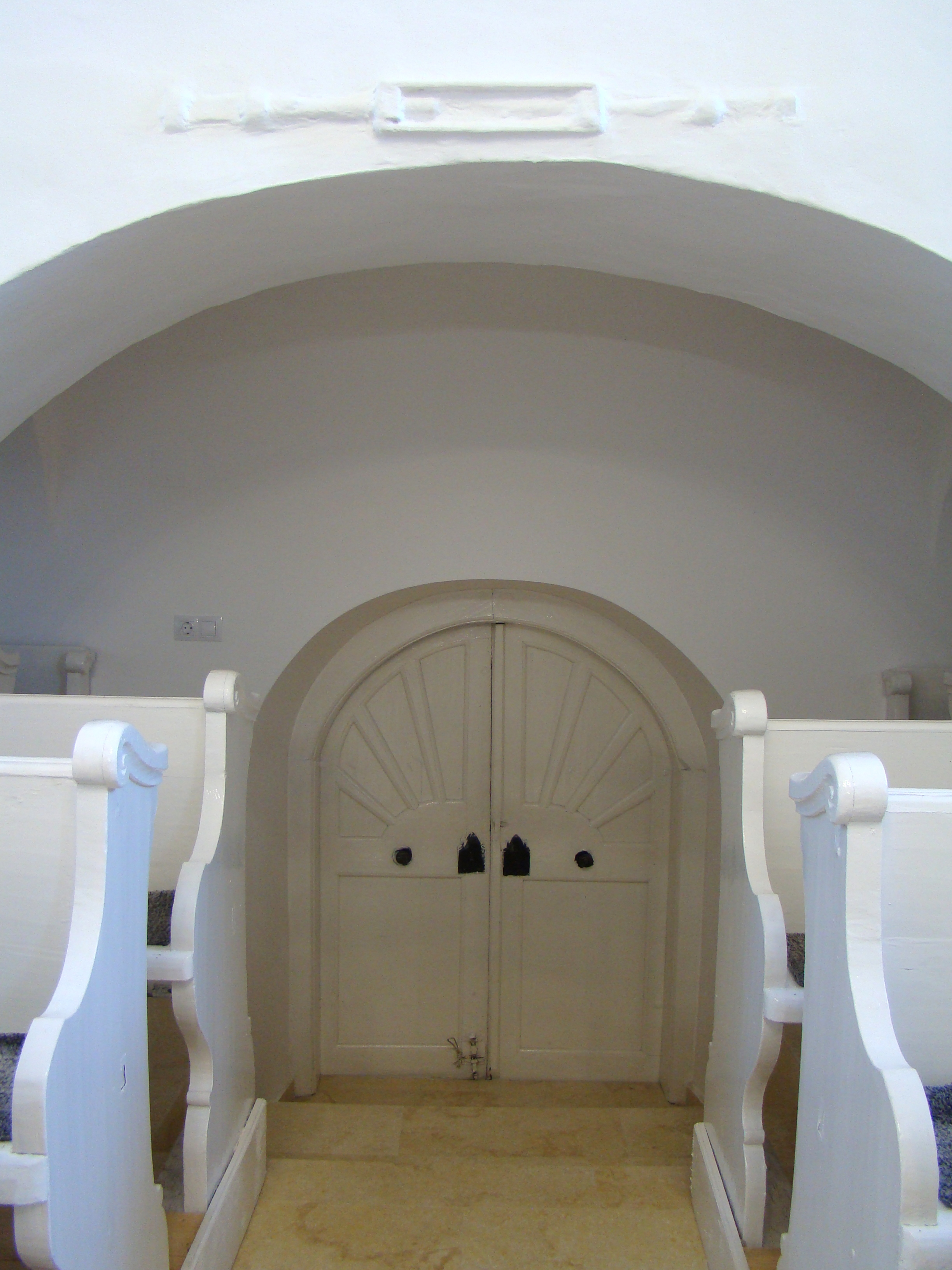
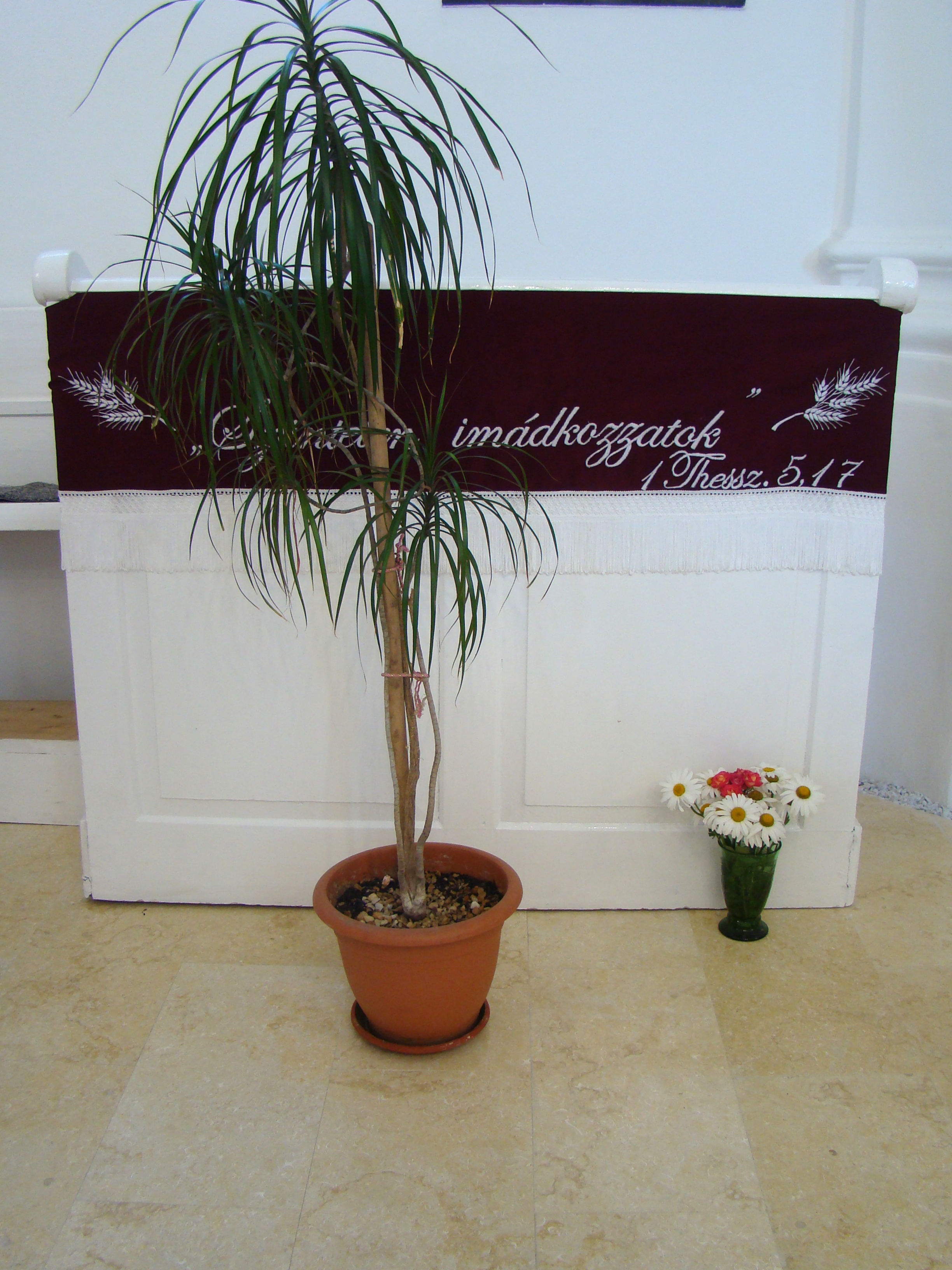
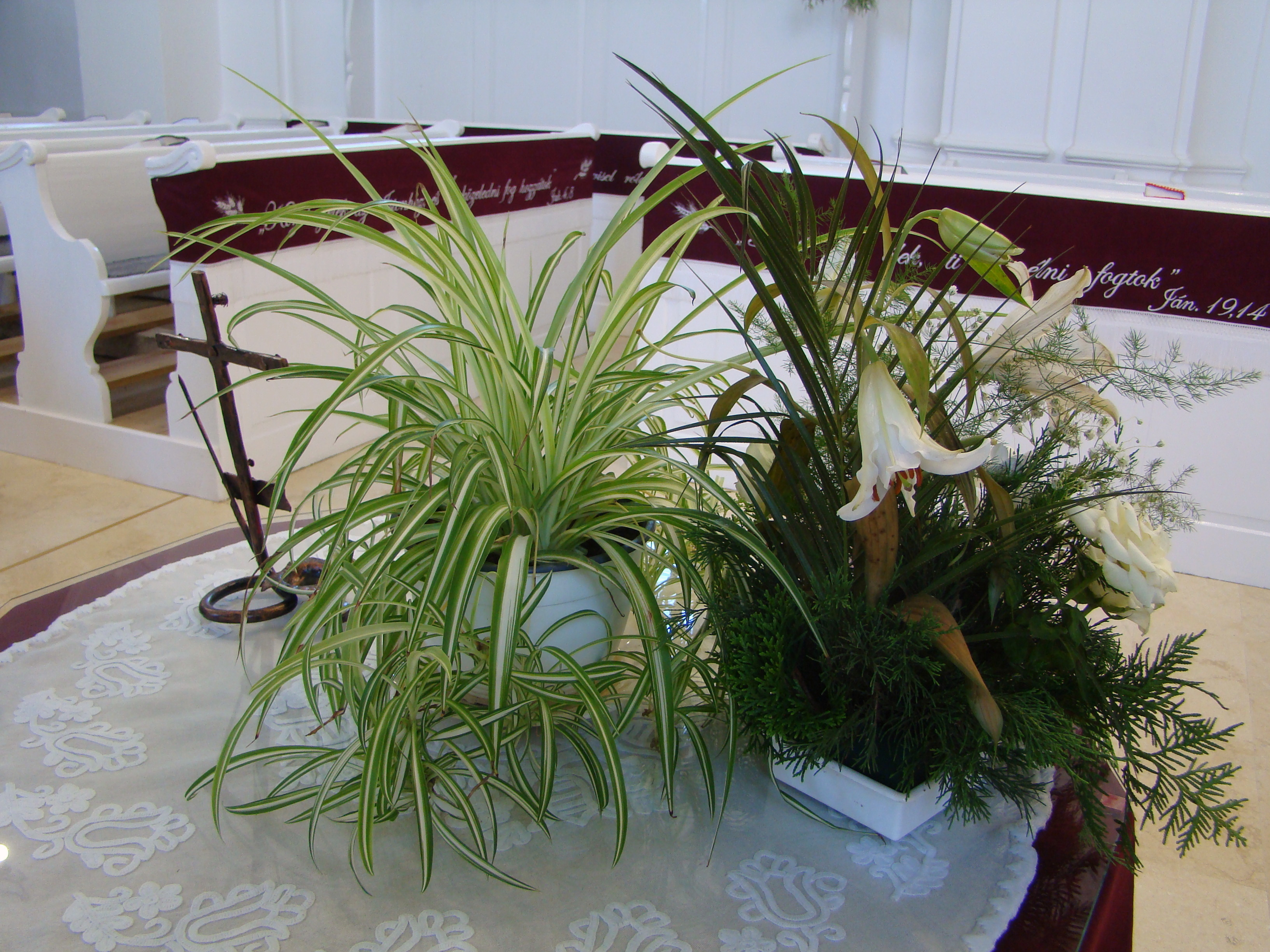
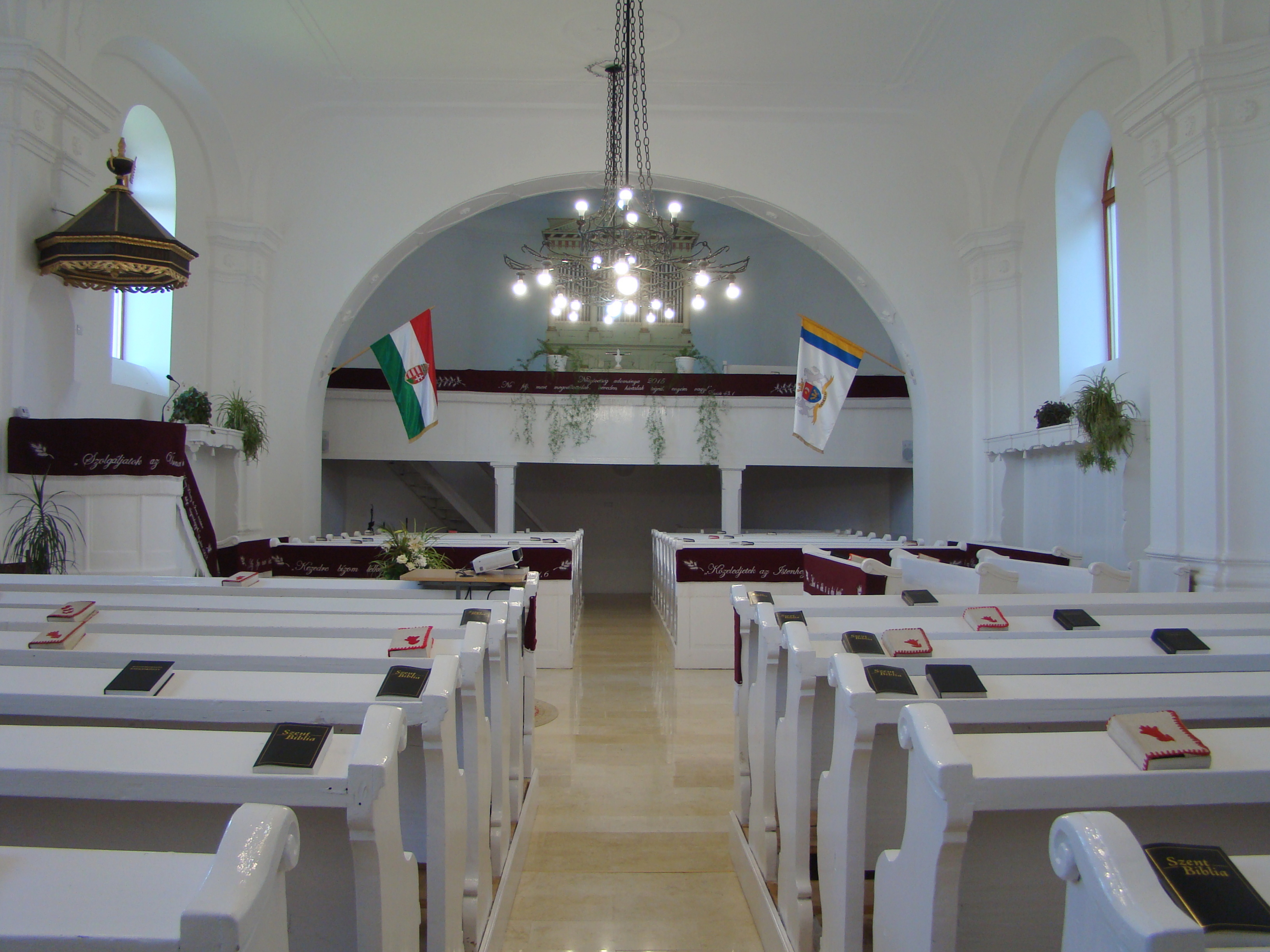
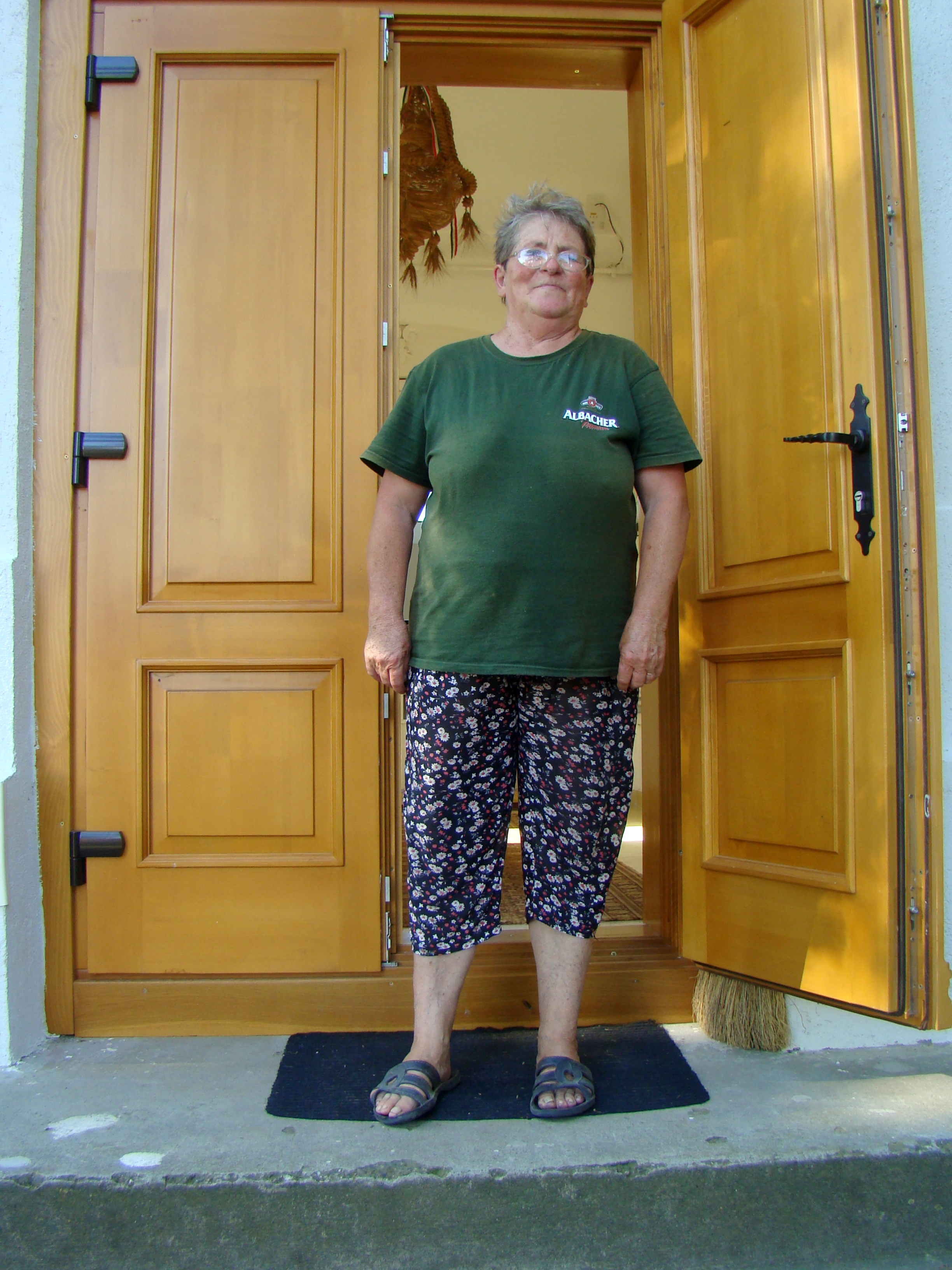
Clopotarul bisericii reformate din Roteni: Veres Ida